# Art sassànida

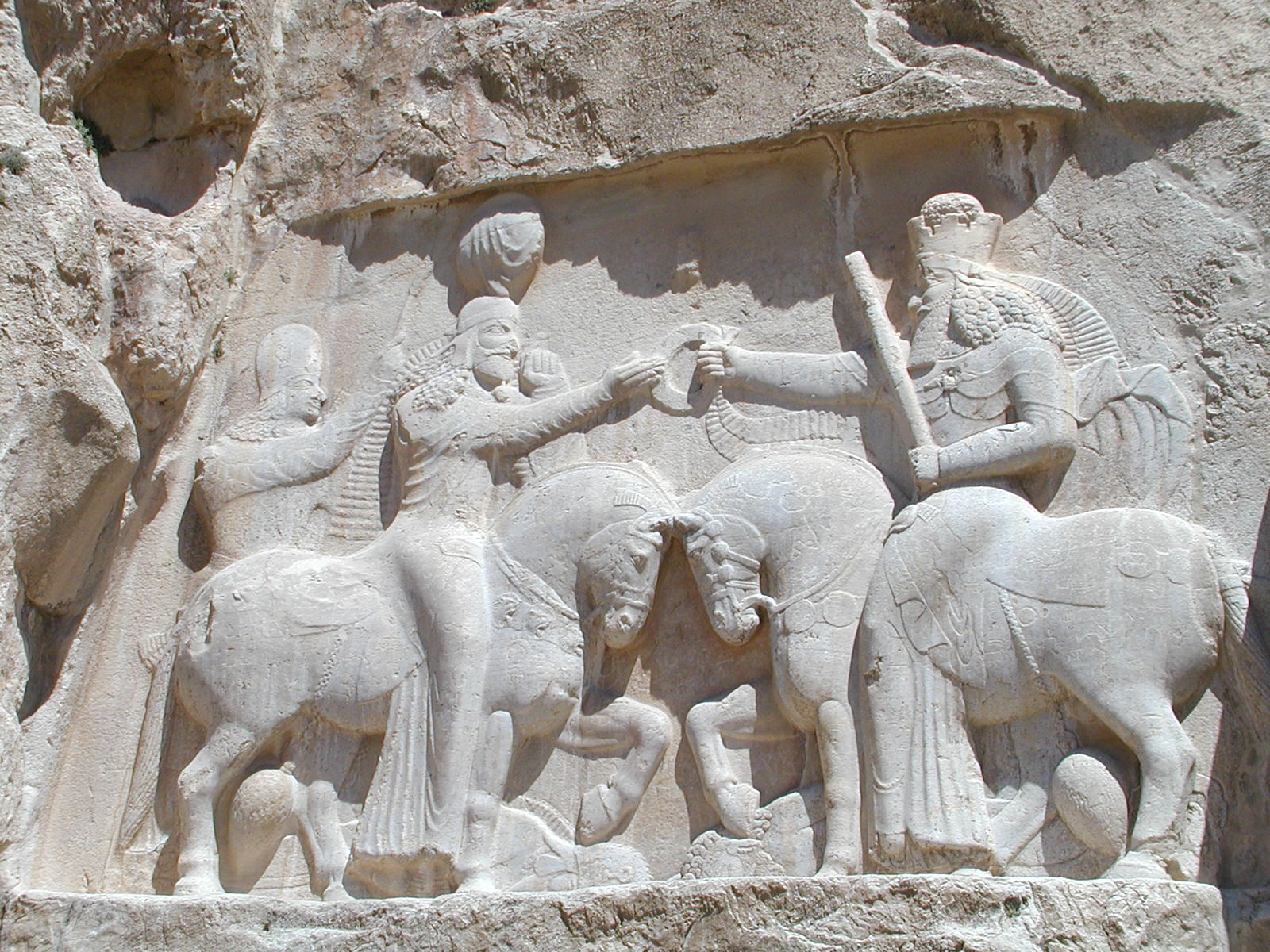
Artaxerxes I rep l'anell de poder d'Ahura Mazda, relleu en roca

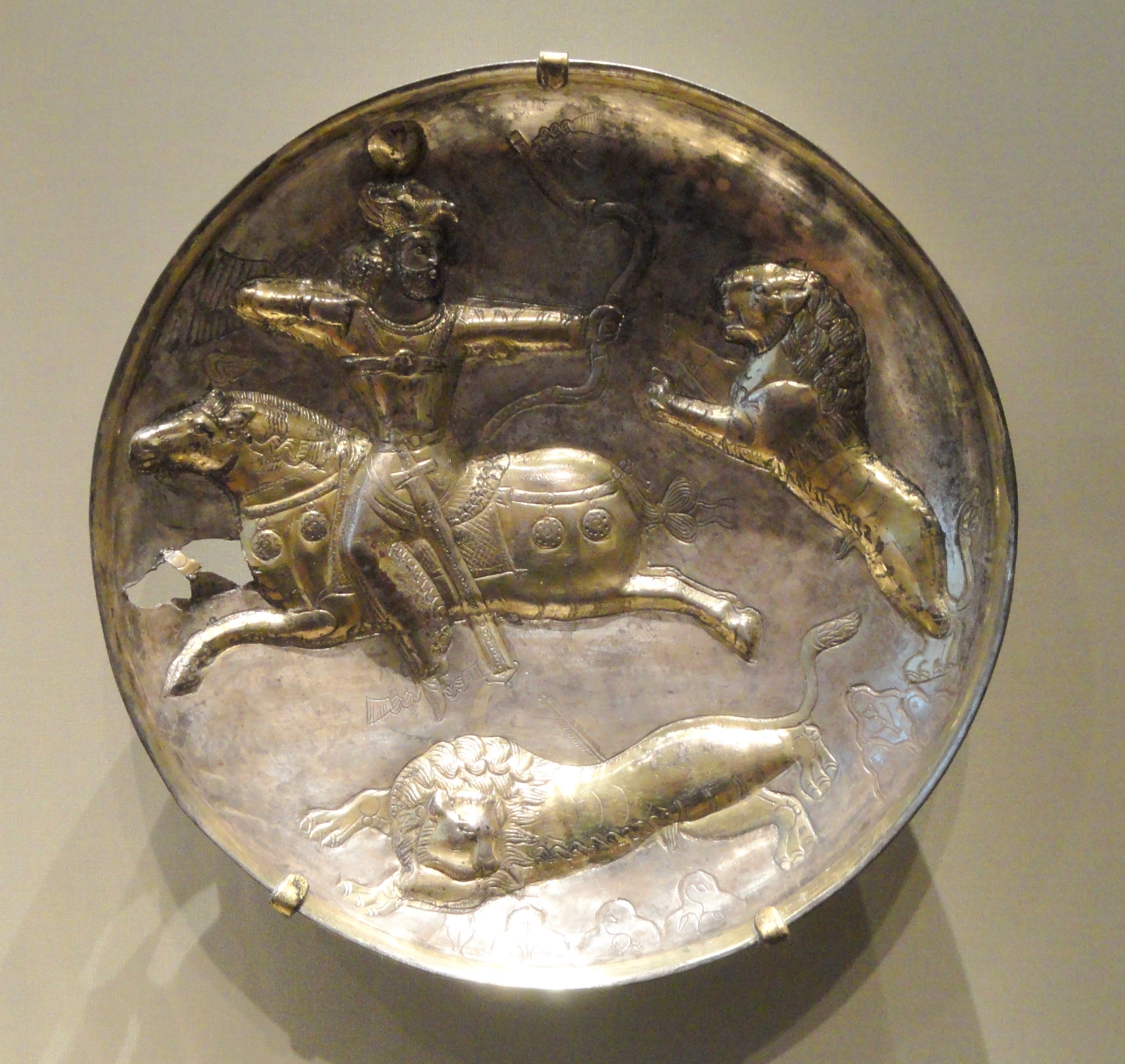
Bol platejat amb el rei caçant, un tema típic de la metal·listeria sassànida

L'art sassànida inclou la producció artística que es produí durant la dinastia del mateix nom que va regir l'Àsia Occidental entre els segles iii i vii, abans de la conquesta musulmana de Pèrsia, i va acabar al voltant de l'any 651. És, juntament amb l'art aquemènida de la dinastia anterior, un dels períodes més brillants de l'art a Pèrsia abans de la conquesta i l'art islàmic. Es caracteritza per una producció artística molt desenvolupada, gràcies a la riquesa de l'Imperi Sassànida i la seva posició entre l'Imperi Romà a l'oest i la Xina a l'est, en la intersecció d'intercanvis materials i culturals entre diverses civilitzacions: el món occidental, el món asiàtic i l'Iran.
L'any 224, l'últim rei dels parts va ser derrotat per Artaxerxes I. La posterior dinastia sassànida romandria quatre-cents anys governant un territori que es correspon als països actuals d'Iran, l'Iraq, i gran part de la zona a l'est i al nord del modern Iran. Ocasionalment també van controlar la costa de Llevant, gran part d'Anatòlia, i zones d'Egipte i la península Aràbiga. Així doncs va començar una nova època a l'Iran i Mesopotàmia, que en molts aspectes es basava en les tradicions aquemènides, incloent l'art de l'època, amb d'altres influències de llocs més llunyans com la Xina i el Mediterrani.
L'art dels sassànides que ha arribat als nostres dies es troba sobretot en la seva arquitectura, els relleus i la metal·listeria, i encara queden algunes pintures del que va ser una producció molt difosa. Els relleus en roca deurien ser molt inferiors en nombre respecte als interiors en escaiola, però d'aquests últims queden molt pocs. Les escultures exemptes són menys que les de l'art part, però hi han excepcions destacades com l'estàtua de Sapor I (r. 240–272), tallada en una estalagmita a l'interior d'una cova; hi ha esments literaris a d'altres colossals estàtues de reis, avui desaparegudes. També s'hi troben de l'època importants relleus en roca i, a més a més, van continuar la tradició parta de decoració en estuc modelat, realitzant també grans escenes figuratives.
L'art sassànida que ha arribat als temps moderns representa escenes cortesanes i cavalleresques amb considerable grandesa d'estil, reflectint una vida luxosa, i mostren la cort sassànida tal com la van documentar els ambaixadors romans d'Orient. Les obres que han sobreviscut solen ser imatges de governants, encara que cap tan gran com la ja esmentada estàtua de Sapor I. Van gaudir d'una particular popularitat les escenes de caça i batalla, i dones ballant lleugeres de roba, a més d'altres entreteniments. Les representacions sovint estan col·locades a manera d'un escut d'armes, que al seu torn potser va tenir forta influència en la producció artística d'Europa i l'Extrem Orient. Encara que en l'art part dominaven les vistes frontals, en les representacions narratives de l'art sassànida són menys freqüents, i sovint figures es presenten de perfil o rotades tres quarts.

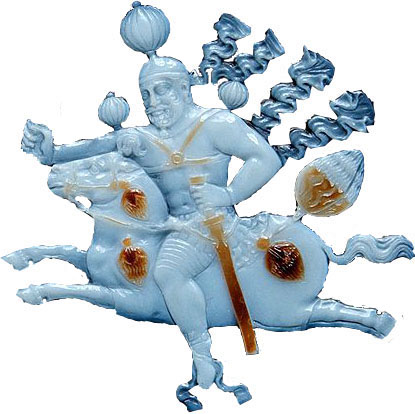
Part d'un camafeu en ònix que representa el rei sassànida Sapor I (ca. 260)

## Estudi i influències
L'art sassànida és tema d'estudi des de la segona meitat del segle xx. Els coneixements són encara sovint hipotètics i qüestionables. El que si és clar és que les influències es poden trobar en períodes artístics anteriors. Així, l'arquitectura sassànida inclou elements de l'arquitectura aquemènida —les construccions en fusta verticals cobertes amb estuc—, i dels parts, com l'iwan i el morter. Alguns motius decoratius són d'inspiració grecoromana, com les fulles d'acant. També el contacte prolongat entre l'Imperi Romà i l'Imperi Sassànida va influir en l'art sassànida, i és particularment manifest després de la victòria de Sapor sobre Valerià el 260. Dins aquest context es troben els mosaics de Bixapur, que poden haver estat realitzats per artistes deportats dels territoris romans.
L'art sassànida va tenir una forta influencia sobre l'art islàmic de Pèrsia. L'arc és un dels elements més característics de l'arquitectura persa. Especialment a l'Àsia central, com a Sogdiana, els mètodes i els costums artístics són directament atribuïbles als sassànides. La col·locació heràldica dels animals en parelles que es pot trobar a l'Imperi Romà d'Orient i a l'Europa medieval posterior sembla haver-se tramés directament de les obres d'art de l'Imperi Sassànida; fou principalment a través dels teixits que es van difondre els motius heràldics, encara que alguns mosaics tan primerencs com els del segle vi d'Antioquia representaven els mateixos motius.

## Escultura

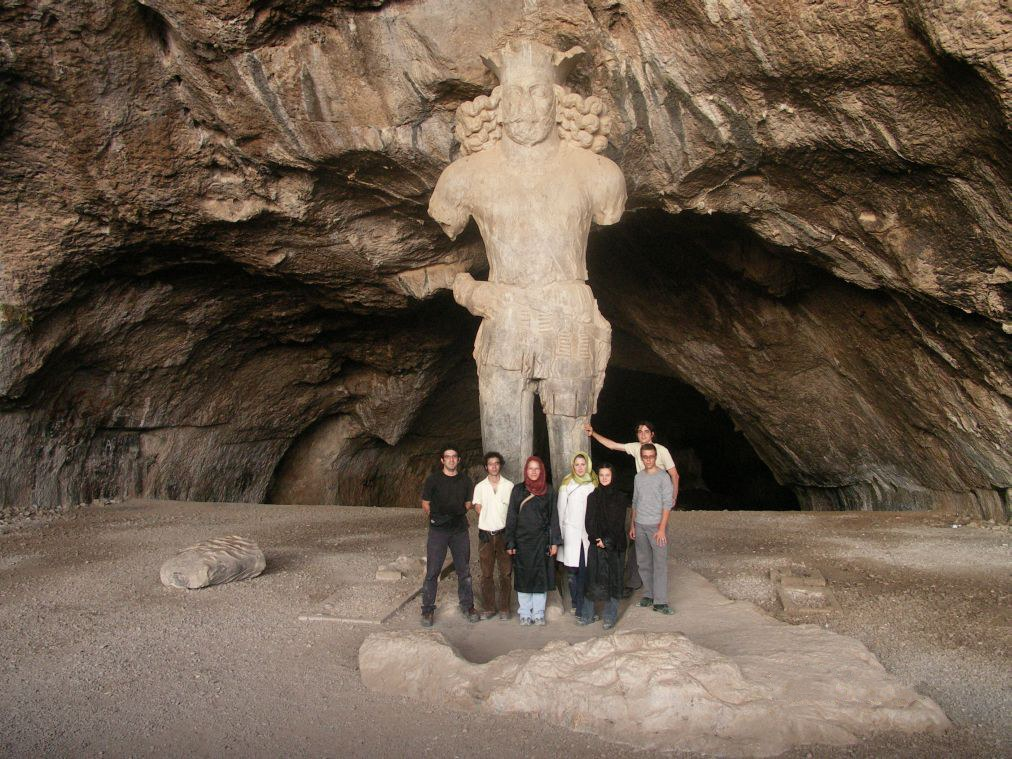
L'estàtua de Sapor I

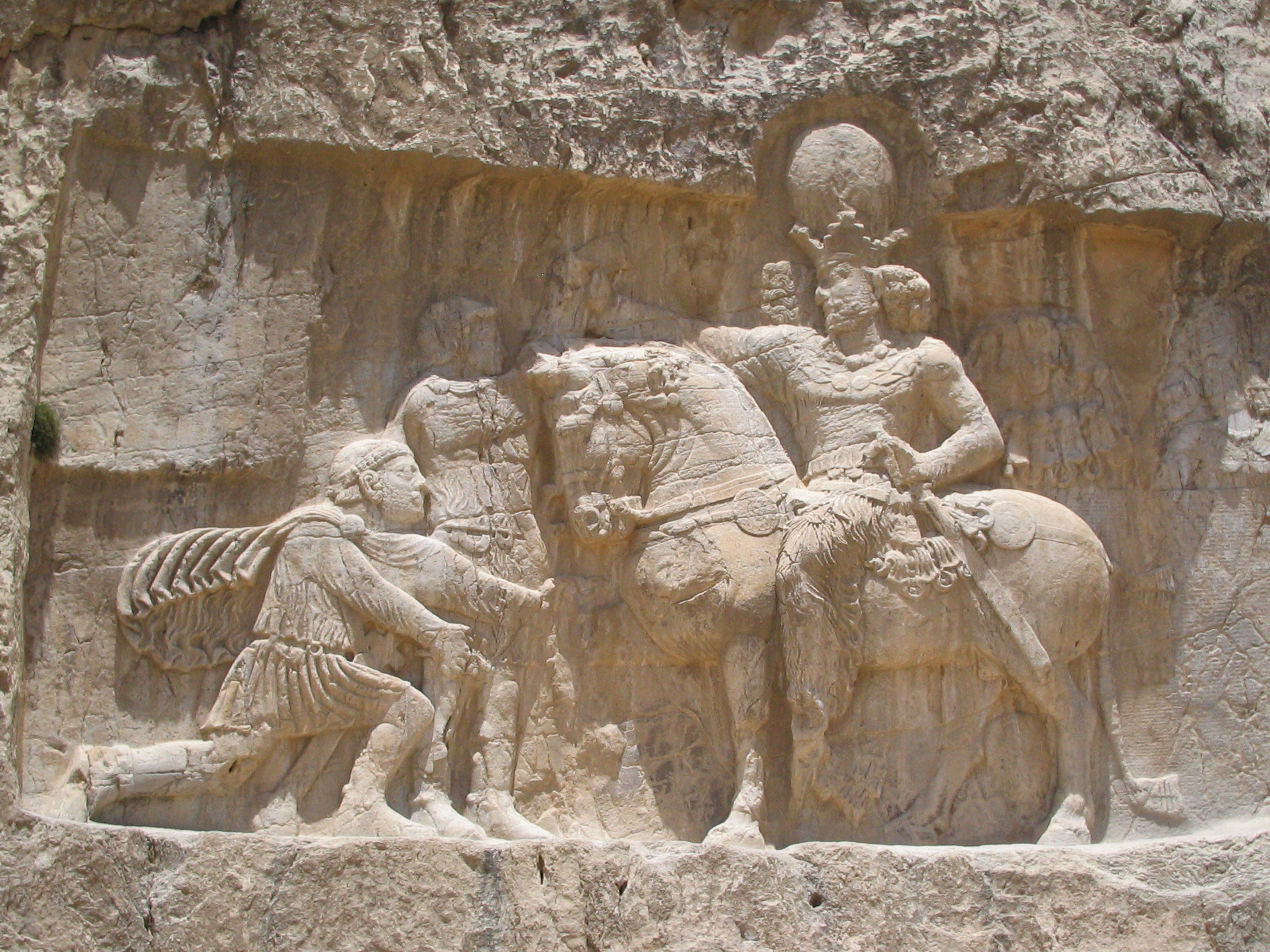
El triomf de Sapor I sobre l'emperador romà Valerià, i Felip l'Àrab (Naqsh-e Rostam)

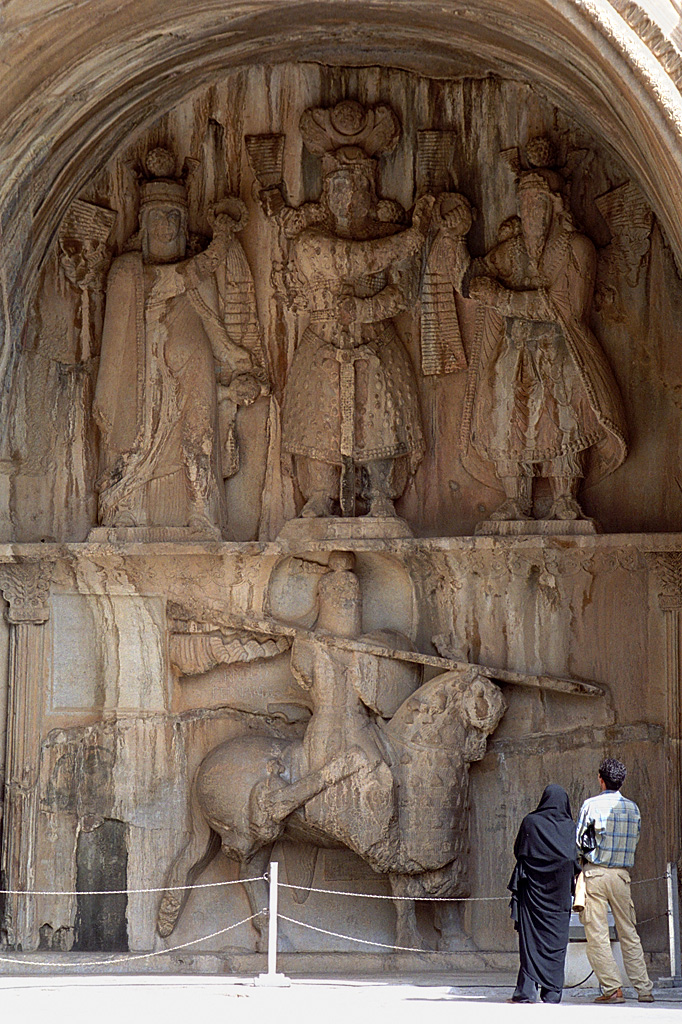
Taq-i Bostan; el «cavaller» és probablement Còsroes II muntat sobre el cavall Shabdiz

### Dimensional
D'aquesta època són rares les escultures soles, sense cap altre tipus de suport, en comparació de les elaborades en temps dels Parts. L'estàtua de Sapor I és l'única excepció que en queda actualment. Situada a la cova de Muden-i Shapur, prop de Bixapur, té una alçada superior a 7 m, representa una persona amb vestit reial i armes amb gran detall, i la seva intenció és desconeix.

### Relleus en roca
Un mitjà habitual en l'art persa és el relleu en roca de gran grandària, tallat, col·locat en general a considerable altura, al costat d'una carretera, i prop d'una font d'aigua; es va utilitzar principalment per a glorificar al rei i proclamar el control persa sobre el territori. Va començar amb relleus en roca elamita i Lullubi, com la de Kul-e Farah i Eshkaft-e Salman en el sud-oest de l'Iran, i va continuar sota els assiris. El relleu i inscripció de Behistun, realitzat entorn de l'any 500 aC per a Darios el Gran, tenia una escala molt superior, reflectint i proclamant el poder de l'imperi Aquemènida. Els governants perses sovint presumien del seu poder i els seus assoliments, fins que la conquesta musulmana va eliminar la imatgeria dels seus monuments; molt més tard va haver-hi un petit renéixer amb la dinastia qajar.
Behistun és una excepció dins aquest estil d'art pel fet que té una gran inscripció que, com la pedra Rosetta egípcia, repeteix el text en tres idiomes diferents, i amb gran importància per a la comprensió moderna d'aquests idiomes. Altres relleus perses, per regla general, manquen d'inscripcions, fet que comporta dificultats en identificar els reis que representen. El problema se supera en part, en el cas dels sassànides, pel seu costum de mostrar un estil diferent de corona per a cada rei, i poden ser identificats a partir de comparacions amb les monedes que van encunyar.
La necròpolis de la dinastia aquemènida (500–330 aC), Naqsh-e Rostam, té quatre grans tombes tallades en un penya-segat. Presenten sobretot decoració arquitectònica, però les façanes inclouen grans panells sobre les llindes, totes semblants pel que fa al seu contingut, amb figures del rei investit per un déu, sobre una zona amb files de figures menors que porten tribut, amb soldats i oficials. Les tres classes de figures estan marcadament diferenciades en grandària. L'entrada a cada tomba es troba al centre de cada creu, que s'obre a una petita càmera, on jeu el rei en un sarcòfag. El travesser horitzontal de cadascuna de les façanes de la tomba es creu que era una rèplica de l'entrada del palau de Persèpolis.
Molt per sota de les tombes aquemènides, prop del nivell del sòl, es troben relleus en roques amb figures dels reis sassànides, alguns reunint-se amb déus, uns altres en combat. El més conegut mostra a Sapor I a cavall, amb l'emperador romà Valerià I inclinant-se davant ell a manera de submissió, i Felip l'Àrab (un emperador anterior que va prestar tribut a Sapor) aguantant-li el cavall, mentre que l'emperador difunt Gordià III, mort en batalla, queda sota (encara que s'han suggerit altres identificacions). Aquest relleu commemora la batalla d'Edessa l'any 260, quan Valerià es va convertir en l'únic emperador romà capturat com a presoner de guerra, una humiliació per als romans. La ubicació d'aquests relleus suggereix la intenció sassànida de relacionar-se amb les glòries de l'Imperi Aquemènida que els va precedir. Hi ha altres tres tombes reals aquemènides més, amb similars relleus, a Persèpolis, una inacabada.
Els set relleus sassànides, les dates aproximades de les quals van des de l'any 225 a 310, mostren escenes d'investidura i batalles. El relleu més antic està a Elam, del voltant de l'any 1000 aC. A una distància d'aproximadament un quilòmetre es troba Naqsh-e Rajab, amb quatre relleus sassànides fet a la roca, tres referents a reis i un a un sacerdot. Un altre important lloc sassànida és Taq-e Bostan, amb diversos relleus que inclouen dues investidures reials i una famosa figura d'un catafracta o soldat de la cavalleria pesant persa, de grandària aproximadament el doble de les dimensions reals, probablement representant al rei Còsroes II muntat sobre el seu cavall favorit, Shabdiz; la parella es anomenada també en literatura persa posterior. Firuzabad i Bixapur tenen grups de relleus sassànides, la primera incloent la més antiga, una gran escena de batalla, ara molt desgastada. A Barm-e Delak, un rei ofereix una flor a la seva reina.
Els relleus sassànides es concentren en els primers 80 anys de la dinastia, encara que un grup important són del segle vi, i en un nombre relativament escàs de llocs, la major part en el nucli de la terra d'origen sassànida. Els posteriors suggereixen que sorgeixen d'una tradició, avui perduda, de relleus similars en estuc dins els palaus. Els relleus en roca varen ser possiblement coberts d'escaiola i pintats.
El catàleg estàndard dels relleus perses preislàmics reuneix els exemples coneguts (l'any 1984) de la següent manera : Lullubi n. 1–4; Elam n. 5–19; Assíria n. 20–21; Aquemènida n. 22–30; Aquemènida tardà/posterior i selèucida n. 31–35; Parts n. 36–49; Sassànides n. 50–84; d'altres n. 85–88.

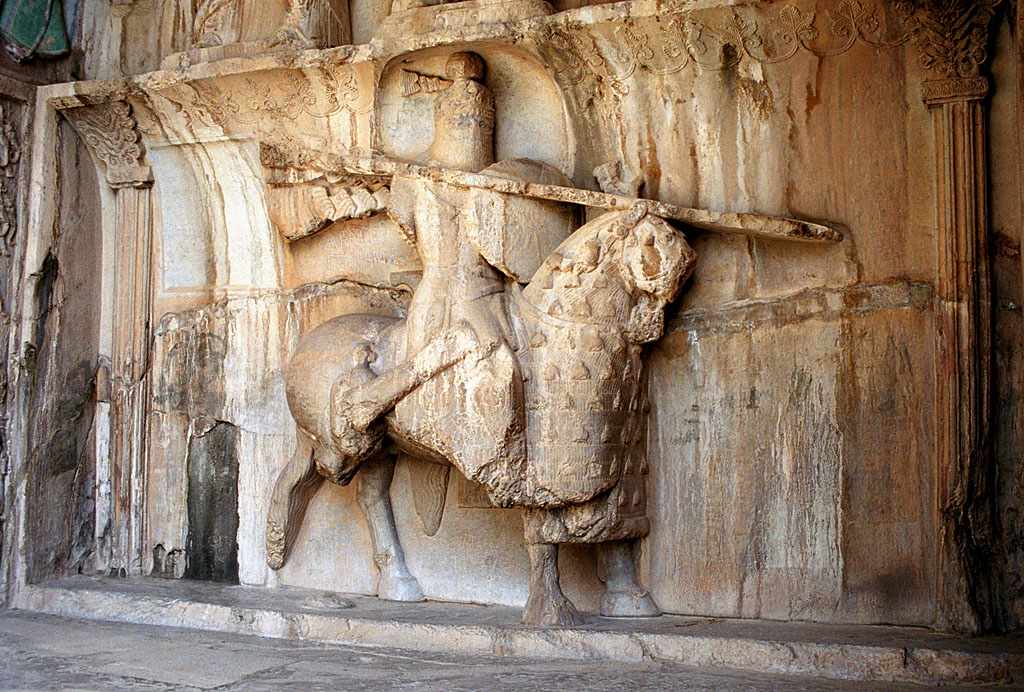
Relleu en roca de Còsroes II muntat sobre el seu cavall Shabdiz i amb tota l'armadura de batalla

Alguns dels majors assoliments són una sèrie de més de trenta monuments de relleus en roques. Es troben sobretot a la província de Fars, que era la província originària de la dinastia governant sassànida. Els relleus daten principalment d'entre el segle iii i començaments del IV. Presenten algun esdeveniment significatiu i són habitualment atribuïts a governants concrets.

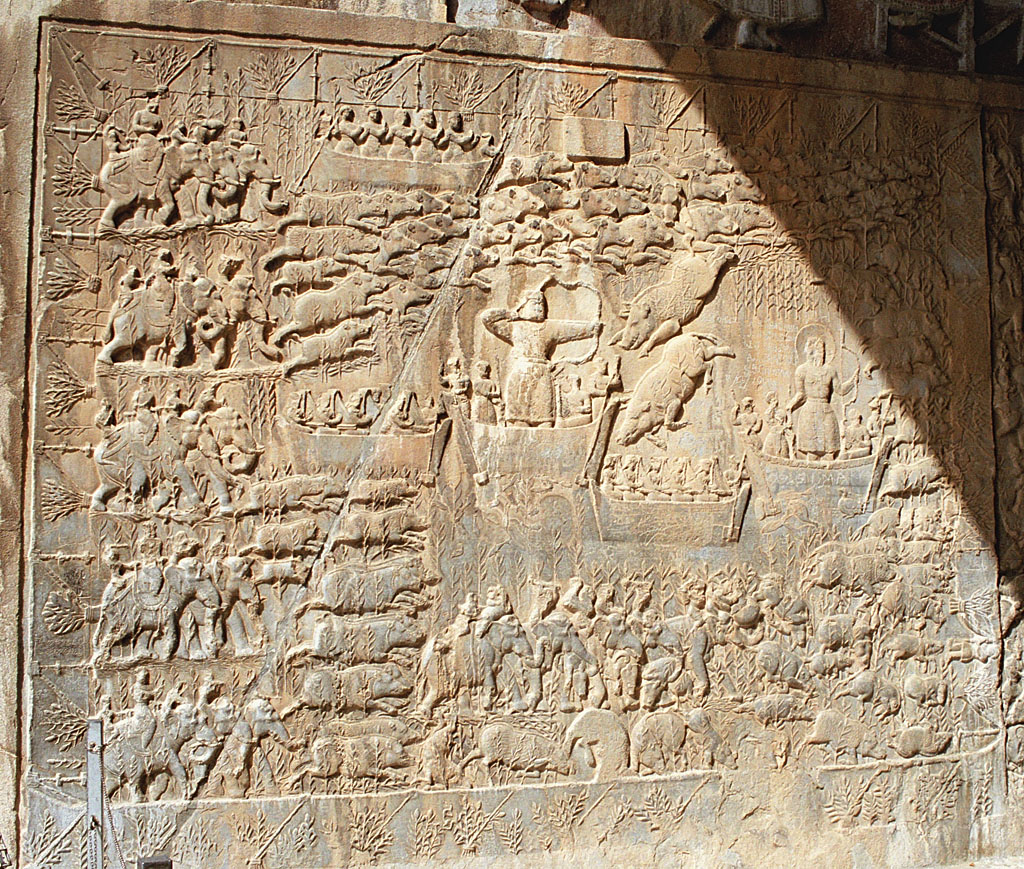
Caça de l'os a Taq-e Bostan

Un relleu a Naqsh-e Rostam està muntat per sota de les tombes reals aquemènides i probablement es refereixi a aquesta, com una forma de relacionar al monarca amb l'antiga dinastia i presentar-li homenatge. Representa a Artaxerxes I amb el déu Ahura Mazda, cadascun d'ells en perfil estricte i de la mateixa grandària. Això expressa la igualtat entre el monarca i el déu, indicant la seva grandesa. El relleu té un fort modelatge, però és bastant caut en representar detalls i presenta evidència d'influències hel·lenístiques.
Altres relleus, com a Taq-e Bostan, es troben dins un arc llaurat en la roca. En la paret posterior hi ha figures esculpides pràcticament en la seva totalitat. Còsroes II apareix a cavall amb una pesant armadura. Les escenes dels costats mostren una caça reial. La figura del governant es mostra frontal, amb la cara girada tres quarts. La figura és alta i domina tota l'escena, les altres figures són petites en comparació. La composició representa un paisatge i apareixen en ella molts detalls, com la cort del rei, una impressió bastant pintoresca i és gairebé segur que va estar pintada en el passat.

### Estuc
A més dels relleus en roca, els relleus en estuc van tenir un paper important en l'art sota els sassànides. Ja que es considerava que els edificis de maó eren lletjos, es cobrien amb estuc. Les parets estucades sovint es tallaven amb models florals, però també representacions figuratives i especialment animals. Sovint els edificis importants, com els palaus i les seus administratives, haurien estat decorades d'aquesta forma, en blanc acolorit. Aquesta pràctica possiblement es va adoptar per influencia del mateix costum, procedent del món grecoromà, a pesar que a l'època Roma i la Pèrsia sassànida eren rivals.

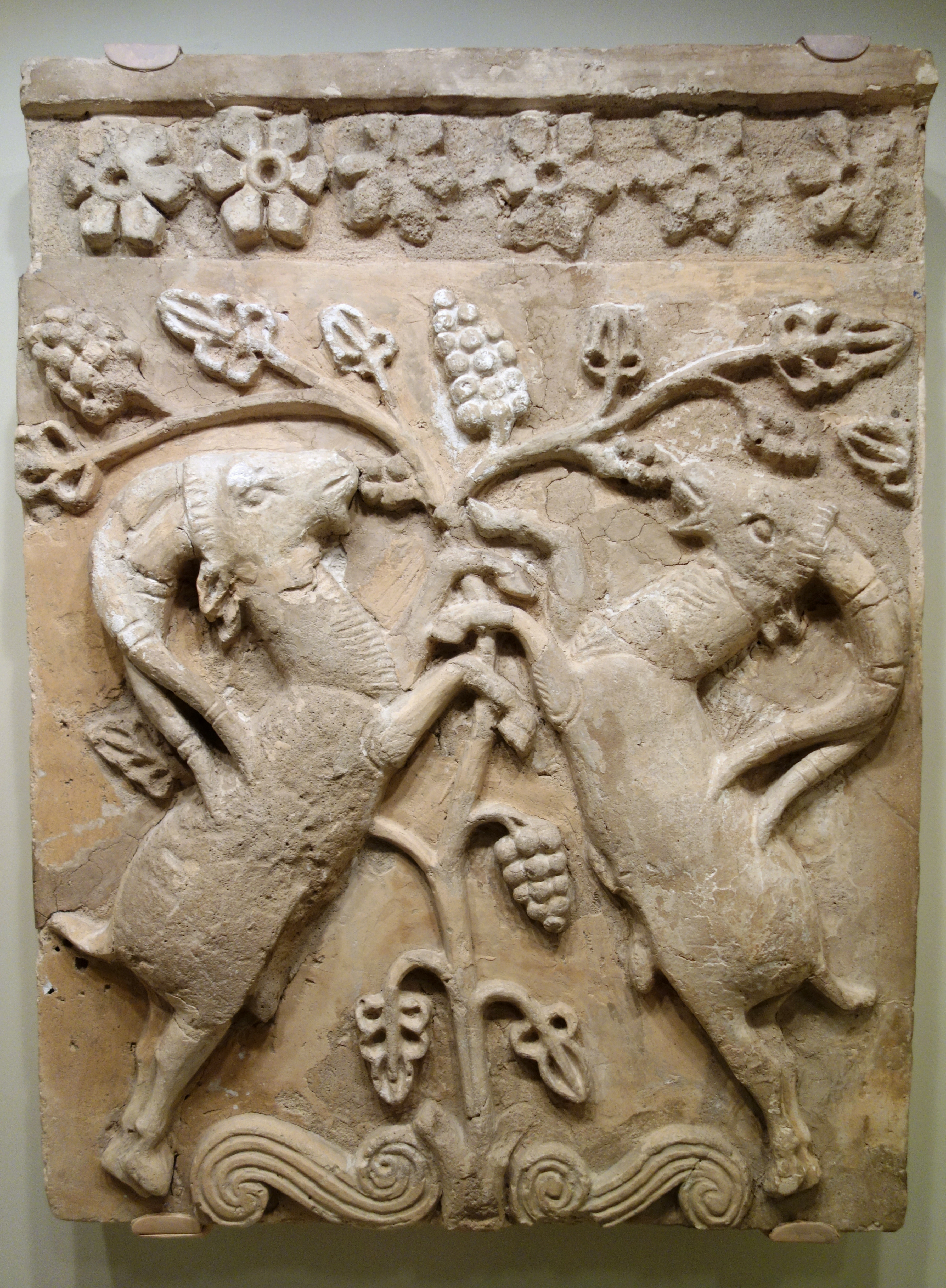
Relleu en estuc amb cabres dels Alps enfrontats(segle v o VI)
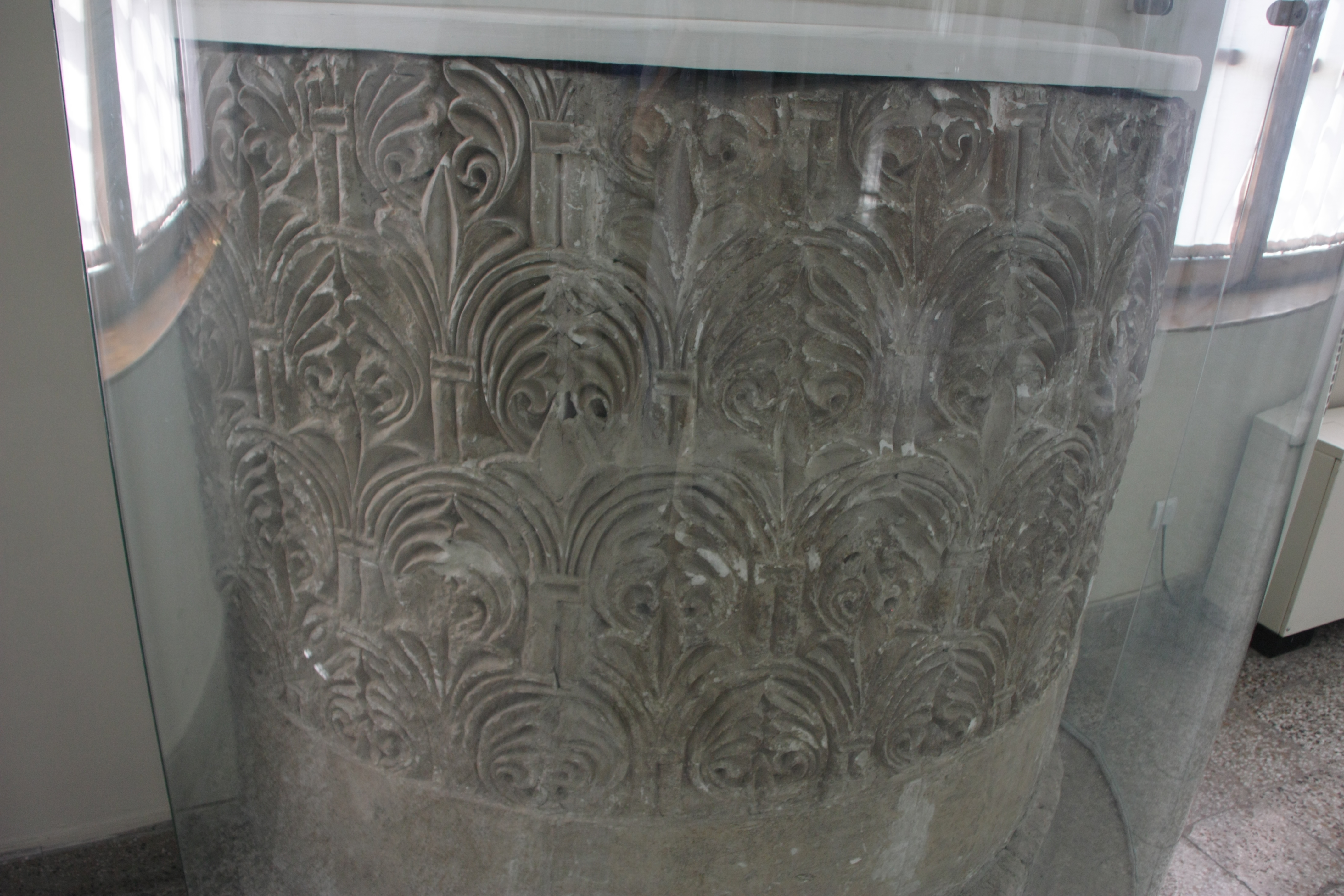
Fragment d'estuc
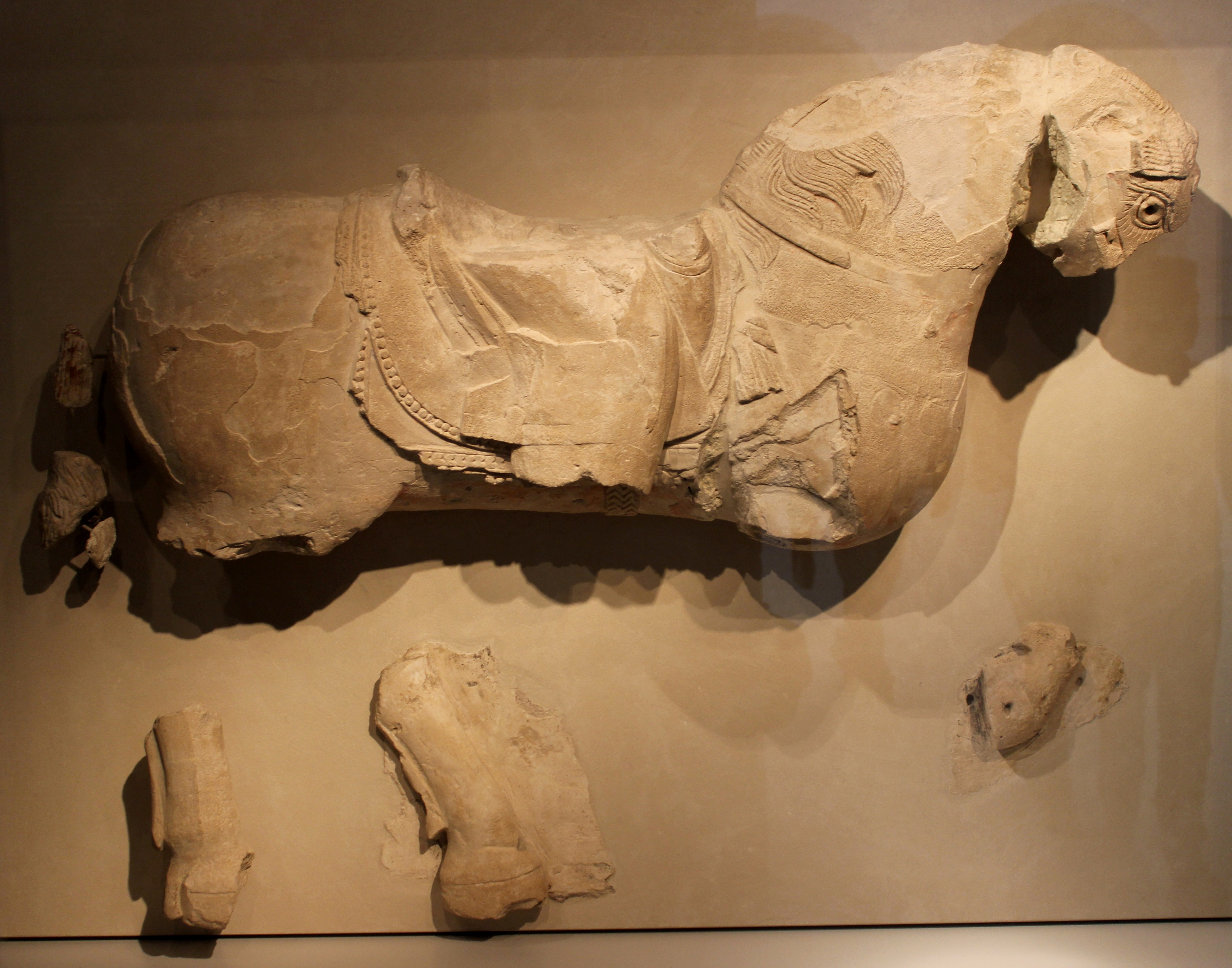
Cavall sassànida en estuc
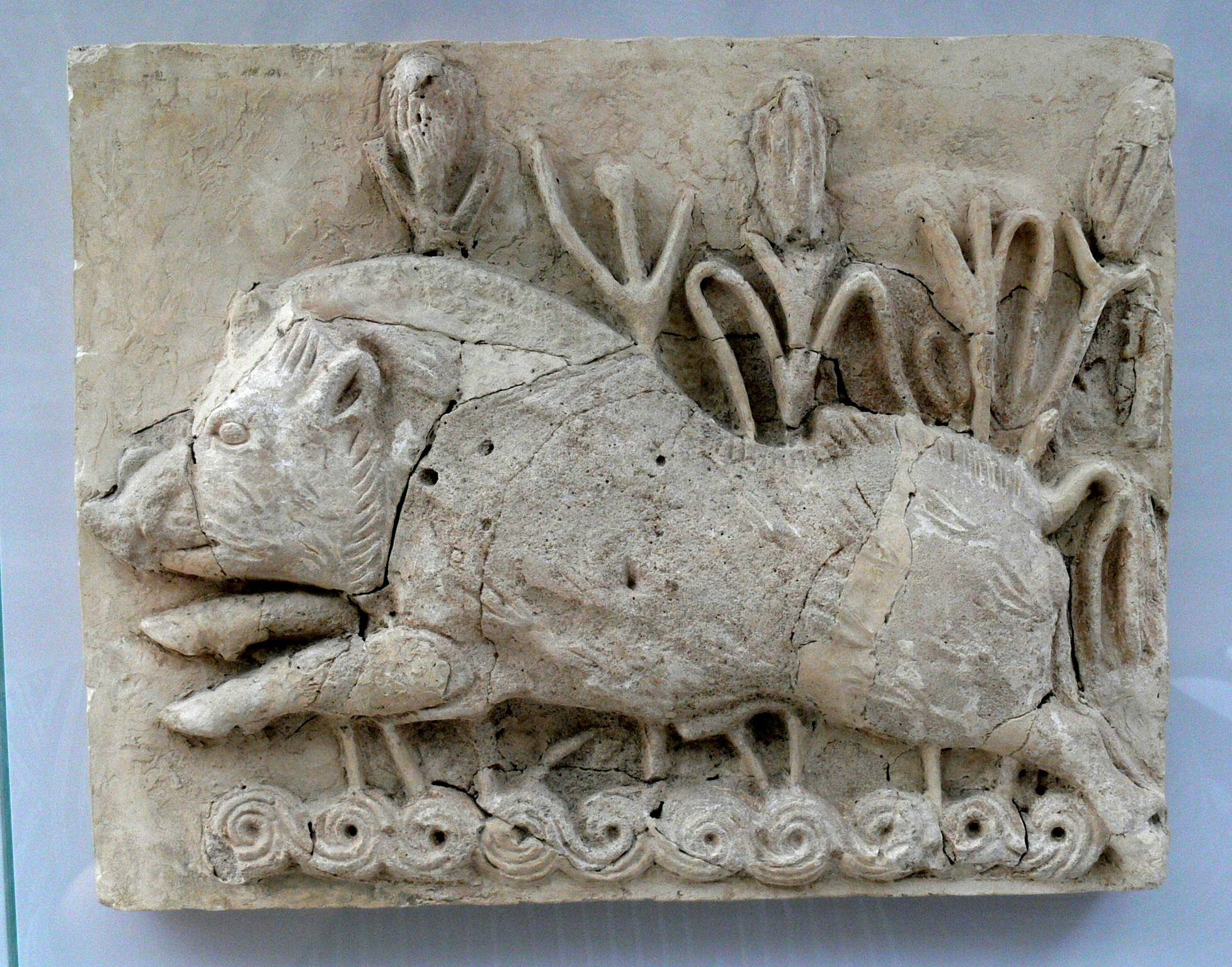
Fragment d'estuc representant un porc senglar

### D'altres
El treball amb pedres precioses va assolir la seva expansió amb la glíptica. Es va començar a abandonar la tècnica de la línia paral·lela i la iconografia es tornà més rodona i naturalista. El canvi s'evidencia sobretot en les monedes, i probablement en els gravats dels segells oficials.
A part de segells, cal destacar una peça, l'anomenada copa de Salomó avui en dia a la Biblioteca Nacional de França, que pertanyia al tresor de Sant-Denis a l'època de Carles el Calb i, potser, va ser part d'un regal d'Harun ar-Raixid a Carlemany, malgrat la data i origen d'aquest objecte no estan ben definits. Està formada per un medalló central de cristall de roca amb el rei, de front, en una mena de tron que té les potes amb forma de cavalls alats. Davant d'ell hi ha una espasa en una posició característica de l'art sassànida. La copa es recolza en una base anular d'or. Potser prové de l'Àsia central, o encara sembla més probable que sigui sassànida en analitzar la corona, que la dataria d'entre els regnats de Cobades I i Còsroes II (488-628).

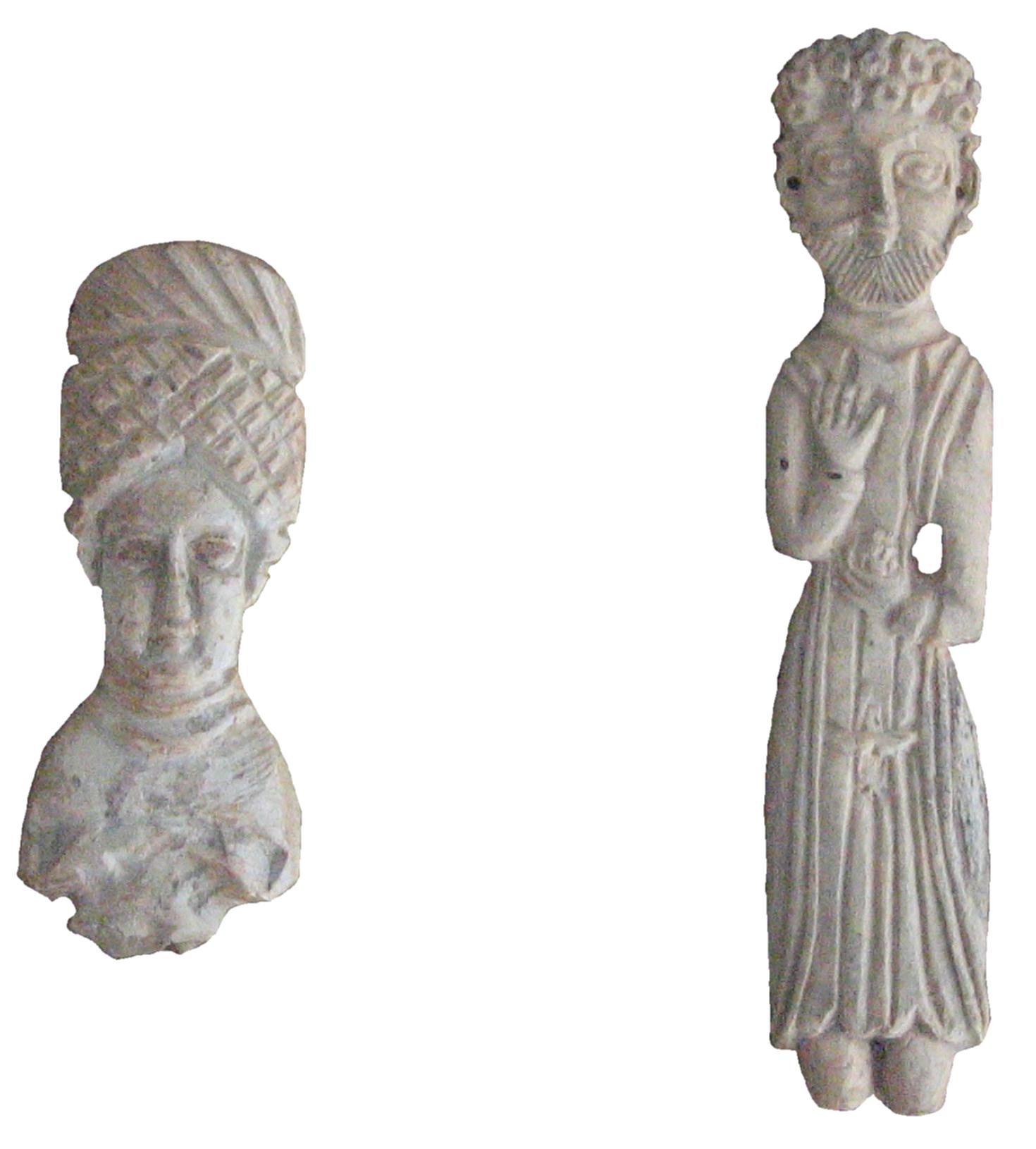
Figuretes d'os de l'època sassànida (Museu Nacional de l'Iran)
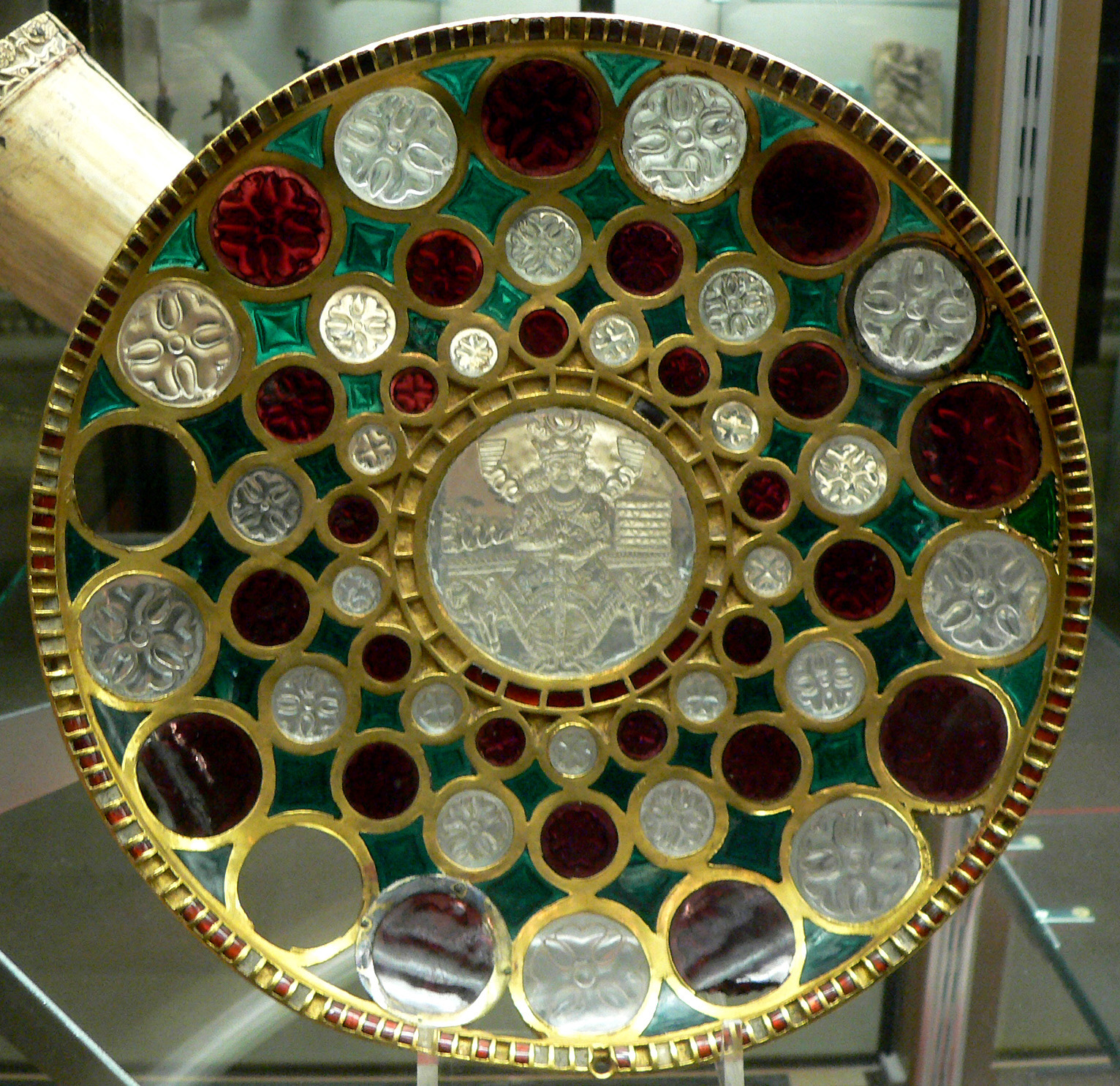
L'anomenada "Copa de Còsroes", metall i pedra semipreciosa tallada
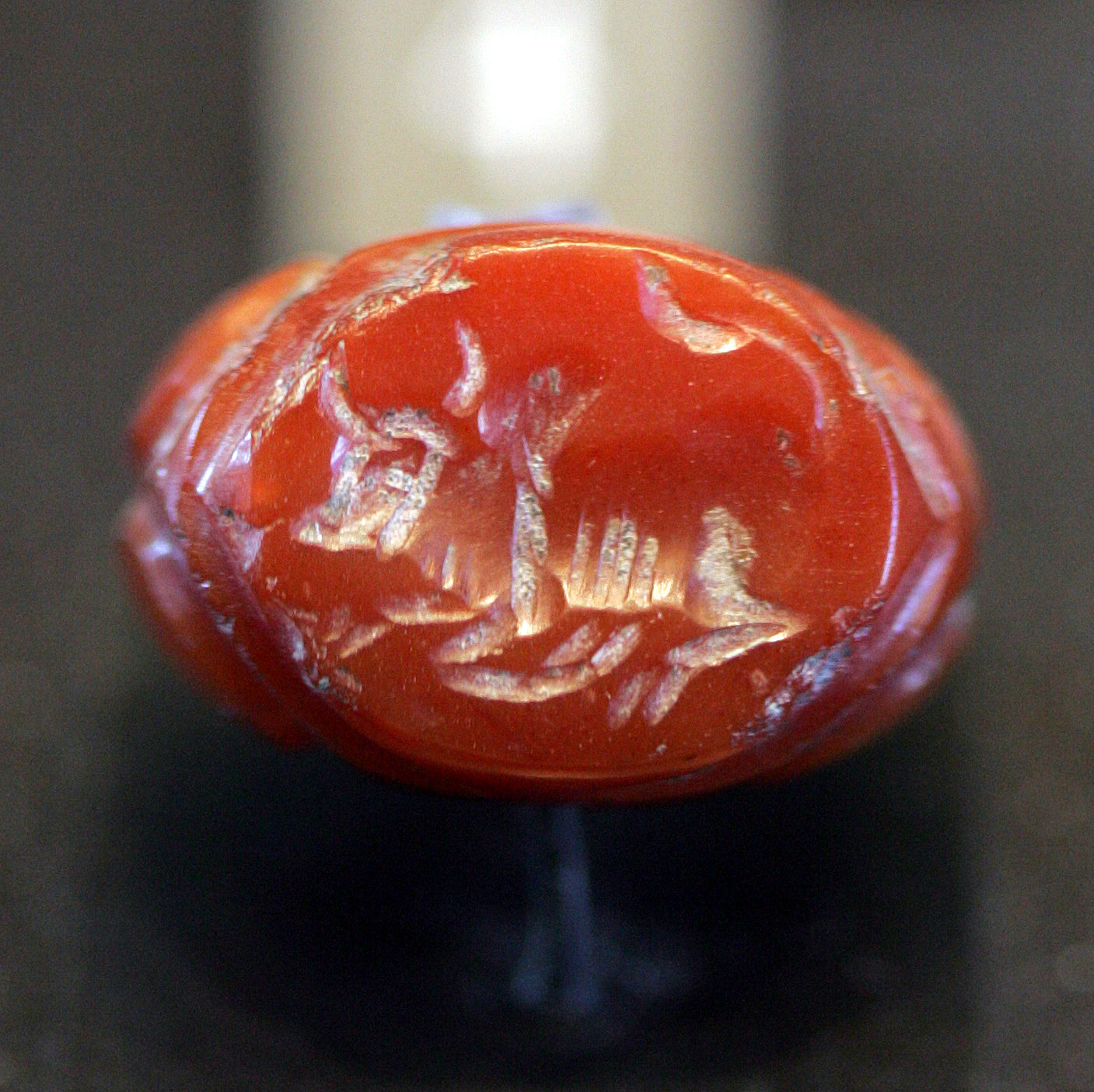
Segell sassànida (segle iii)
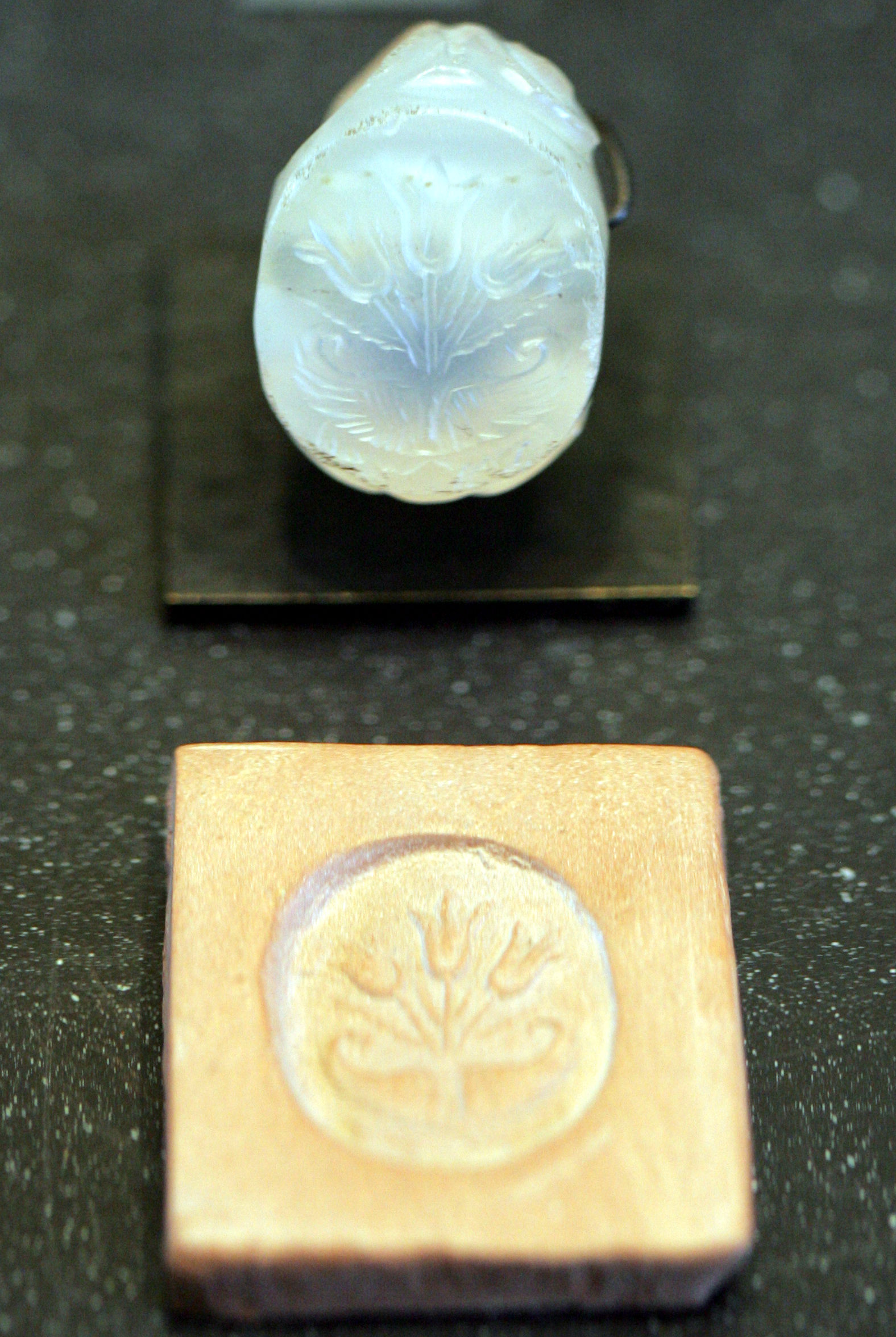
Altre segell

## Pintura
Les pintures van ser elements importants en l'art sassànida. Se sap que Mani va ser un pintor amb certa fama, aparentment de pintures en taulers o miniatures en llibres. No queda gairebé res d'aquest període, encara que la tradició de la miniatura persa d'uns segles més tard va ser aparentment la primera en el món islàmic.
Un dels pocs llocs en el qual han sobreviscut pintures murals és Panjakent, en el modern Tadjikistan i antiga Sogdiana, que amb prou feines va estar sota el domini sassànida, si és que van arribar a controlar-lo alguna vegada. La ciutat antiga va ser abandonada en les dècades posteriors al control musulmà de la ciutat el 722 i ha estat força excavada en temps moderns. Hi sobreviuen àrees de pintures murals en palaus i cases particulars, que en el present es conserven, principalment, en el museu de l'Ermitage o a Taixkent. Cobrien habitacions senceres, i es combinaven amb relleus en fusta. Els temes són semblants a d'altres de l'art sassànida, com ara reis entronitzats, gestes, batalles, i dones boniques, i hi ha il·lustracions de les èpiques persa i índia, així com una complexa mescla de deïtats. Daten principalment dels segles vii i viii.
A una mansió a Hajiabad (Iran) que encara conté pintures ben conservades es van realitzar una sèrie d'excavacions. Les parets estaven decorades amb busts amb vista frontal. Els frescs de Dura Europos, a la frontera entre l'Imperi Romà i la Pèrsia sassànida, també són rellevants, amb moltes figures amb vestimenta persa. Les més conegudes procedeixen de la sinagoga de Dura Europos, i daten de al voltant dels anys 244-256; els de l'església de Dura Europos poden ser d'uns anys més tardans.
A Bixapur han sobreviscut terres de mosaic en estil grecoromà; probablement se'n van fer en d'altres llocs pertanyents a l'elit, potser elaborats per artesans procedents el món grec.

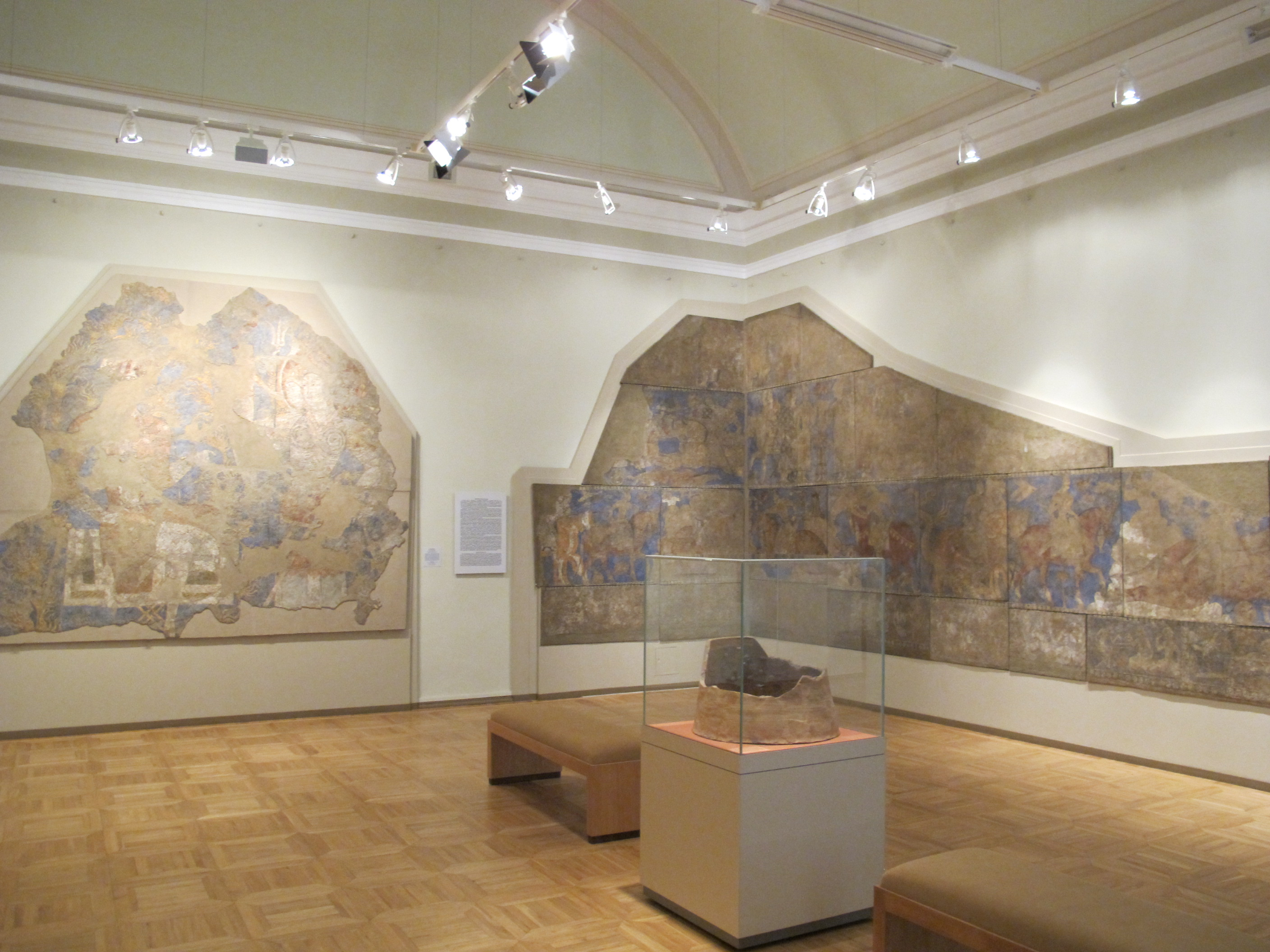
Seccions dels murals de Panjakent, h. 740
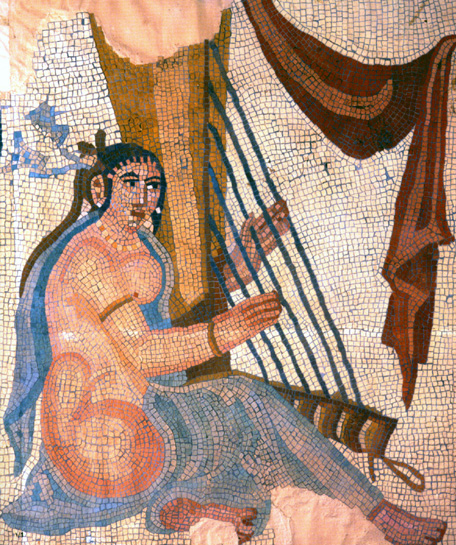
Mosaic a Bixapur

## Arquitectura

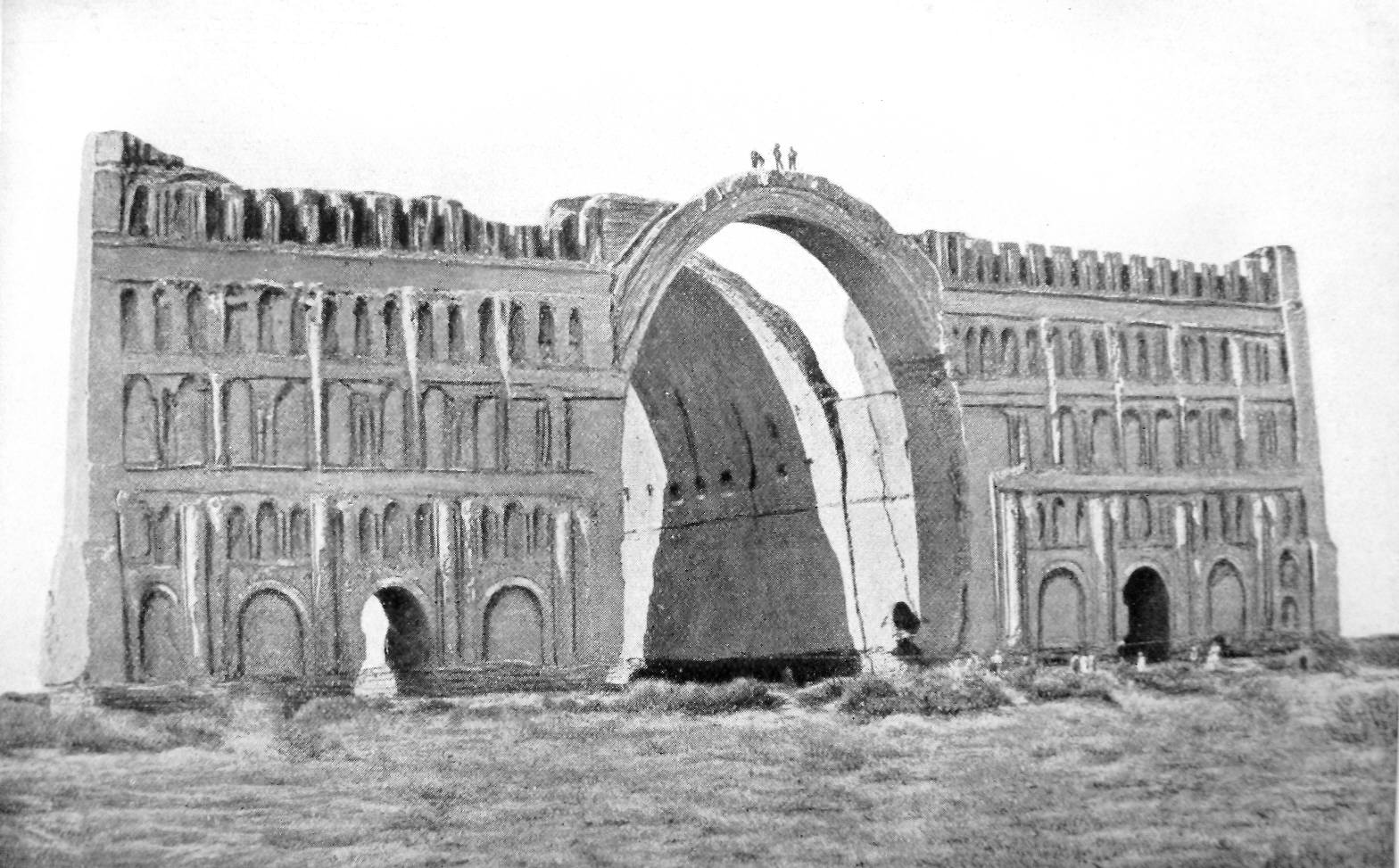
Taq-e Kisra a Ctesifont el 1864, abans que es produïssin més esfondraments, amb tres homes a la part alta de l'arc

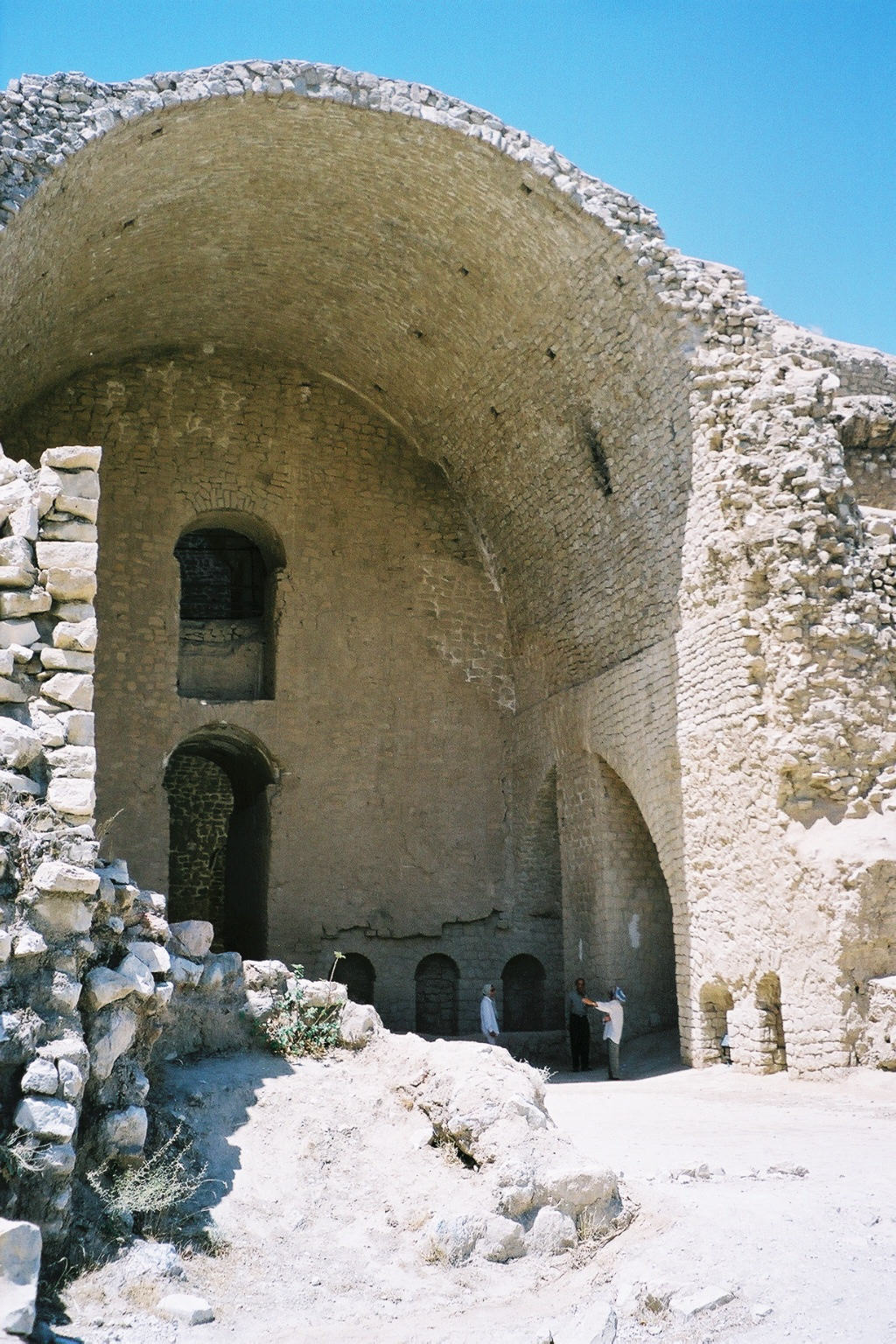
L'arc del palau de Firuzabad

Els edificis de l'arquitectura sassànida van ser enormes palaus de maó, amb sales amb voltes molt altes, importants per al desenvolupament de l'iwan en l'arquitectura islàmica. Els sassànides van desenvolupar encara més les voltes i els arcs usats pels parts, habitualment amb una gran obertura a un costat de la sala, a l'estil iwan.
Taq-e Kisra, el palau a Ctesifont, està dominat per una sala amb arc, en la qual encara es conserva gran part d'una enorme volta. La façana està molt treballada amb columnes i nínxols que en el passat lluïen pintures i relleus.
El palau de Firuzabad (Iran) va ser construït per Artaxerxes I. Es troba al costat d'un petit llac, que s'obre a l'arc principal de l'estructura. Des d'aquesta obertura a banda i banda hi han sales lleugerament més petites i també corbades. Darrere de l'arc principal també hi ha una sala amb una cúpula de 22 metres d'alt, amb dues sales amb voltes a cada costat. Després d'aquestes habitacions, hi ha un pati que l'envolta i que connecta amb totes les estances. Les parets de les habitacions estan dividides per nínxols i en el passat presentaven elaborades decoracions d'estuc. La zona al voltant del palau va ser en el passat un jardí. El jardí, el palau i el llac van ser tots construïts junts i en el passat estaven connectats.

### Planejament urbanístic
Els sassànides van erigir nombroses ciutats noves amb un elaborat planejament. Moltes d'elles eren circulars, principalment com a forma d'avantatge tàctic defensiu durant els setges, ja que les parets d'una ciutat rodona poden tancar la mateixa longitud d'una àrea major. Però també hi havia sistemes urbans de forma rectangular. Normalment estaven relacionades amb arquitectes romans que havien estat segrestats pels sassànides, probablement necessaris per planejar aquestes ciutats en l'estil sassànida. Les facilitats urbanes rectangulars són per tant considerades com un sistema de planejament urbanístic sassànida alternatiu.
Firuzabad és un assentament construït per Artaxerxes I i un exemple ben documentat de planejament urbanístic sassànida. La ciutat va tenir un diàmetre de 2 km i era circular. Dues carreteres la dividien en quatre districtes, que a la vegada es van dividir en cinc sectors més petits i així s'ordenava tota la ciutat en 20 sectors. El planejament detallat sembla haver continuat en els altres territoris propers. Bixapur i Gundixapur, no obstant, són ciutats contràriament perpendiculars. Bixapur sembla que va desenvolupar-se per artesans romans, ja que el palau local està decorat per mosaics d'estil hel·lenístic.

## Monedes

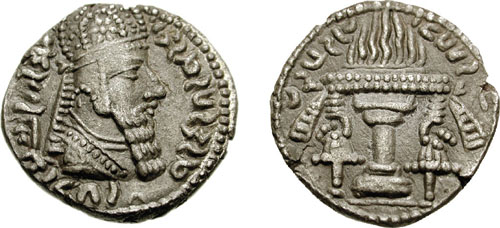
Moneda amb la imatge d'Artaxerxes I amb el foc etern a la dreta

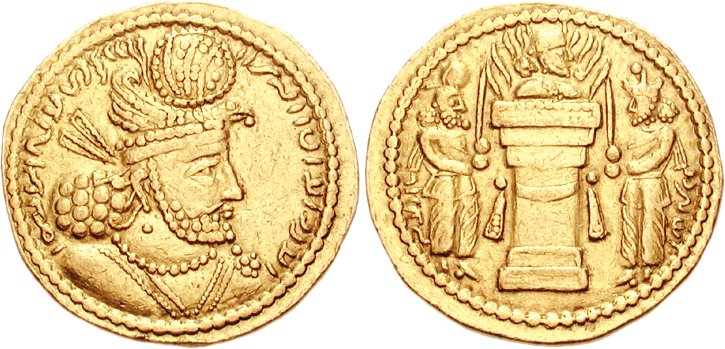
Moneda d'Ormazd II (vegis el canvi en la corona sassànida d'un governant a un altre)

Les monedes són una font particularment determinant per un motiu força important; poden datar-se amb facilitat, i procedeixen de tots els períodes de l'Imperi Sassànida. Apareix el nom de la imatge del governant sobre la moneda en pahlavi i pot usar-se per datar d'altres obres d'art. La cara o part frontal, normalment mostra la imatge del governant, de vegades al costat d'un fill o esposa, rarament amb els dos. En la part posterior hi han diverses escenes, incloent una investidura o un altar, sobre els quals crema una flama de foc etern. La tradició d'aquests dissenys comença amb la imatge, bastant estirada, d'Artaxerxes I (224-242), i sota el regnat de Sapor I (240–270). Amb Sapor II (310–379), els detalls del modelatge són menys acurats. En el període posterior els dissenys són sovint molt estilitzats i han estat documentats parcialment.

## Arts menors

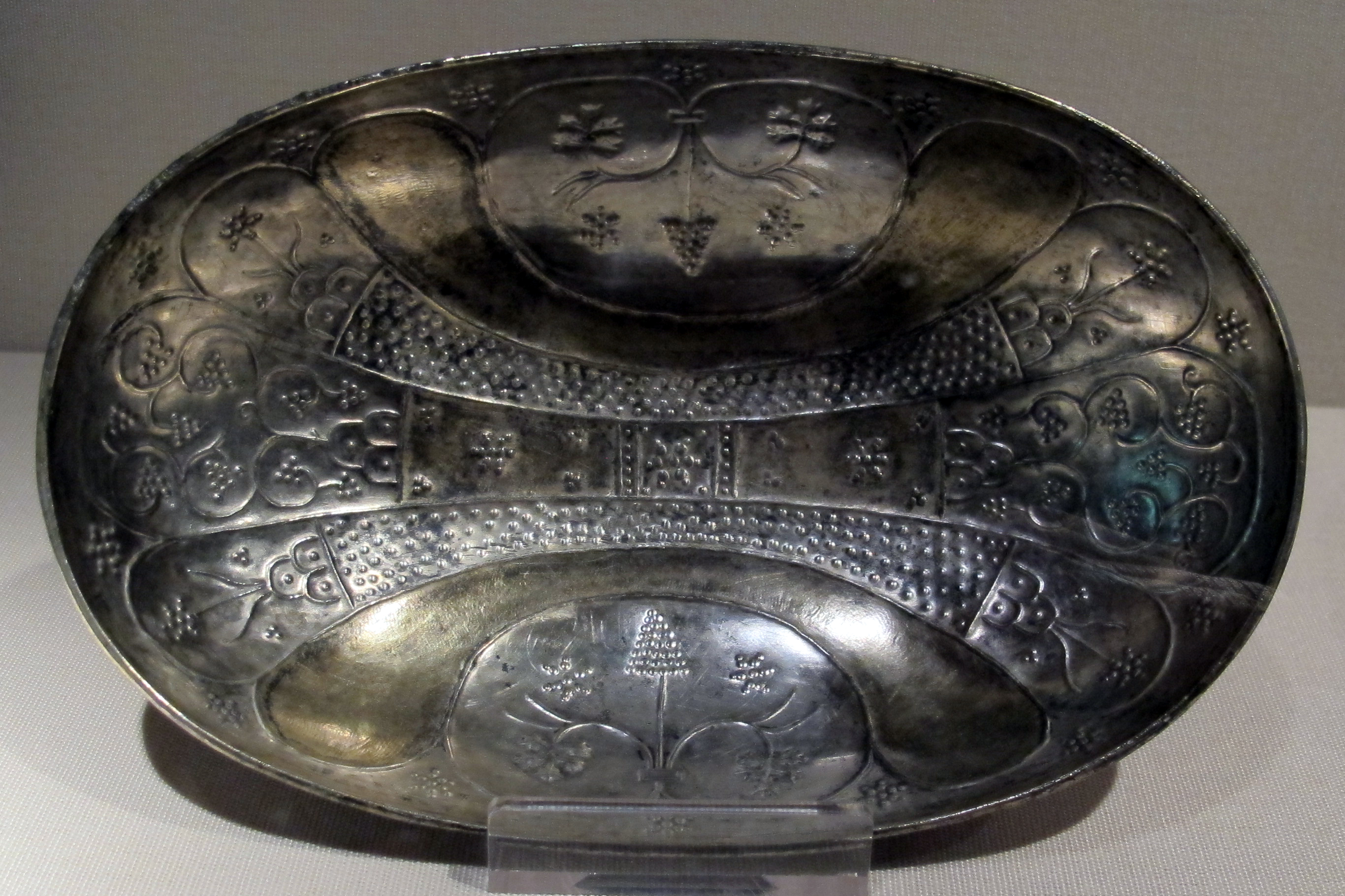
Decoració sassànida en la part inferior d'un atuell de plata, segle VII

### Metal·listeria
Han sobreviscut una sèrie d'atuells de plata sassànides, especialment grans plats o bols utilitzats per servir menjar. Presenten una decoració gravada o llaurada d'alta qualitat d'un repertori cortesà d'herois o reis a cavall, i escenes de caça, combats i banquets, sovint parcialment daurats. Els aiguamans, presumiblement per al vi, tenen ballarines en relleu. S'exportaven a la Xina, i cap als territoris de l'oest de l'imperi.
Un tret especial de l'art sassànida està representat per petxines de plata o d'or, en la superfície interior de les quals s'ha gravat una escena en relleu. Es coneixen al voltant de cent objectes d'aquest tipus, fet que demostra l'esplendor literària de la cort. Molts procedeixen d'excavacions, però la majoria són troballes casuals. Moltes poden trobar-se prop dels Urals a Rússia i probablement es comerciaven en aquesta zona. El propòsit original, la funció i autoritat d'aquestes petxines romanen sense esbrinar. Sovint, es mostra a un governant caçant, a cavall i al galop, amb l'espasa treta i apuntant a un animal perillós com un os o un lleó, o disparant amb arc i fletxa. La cara normalment està mig girada.
Hi ha també algunes representacions pacífiques com ara animals o criatures fantàstiques. Les versions més primerenques dels bols de petxina de plata acostumen a representar a un monarca en relleu que ocupa tota la superfície. Més tard, als segles iv i v, el personatge focal comparteix espai amb un altre personatge o element secundari, de menor grandària.
Poden trobar-se un altre grup de treballs en metall; recipients profusament decorats, la forma dels quals pot haver-se adoptat dels costums del Mediterrani.

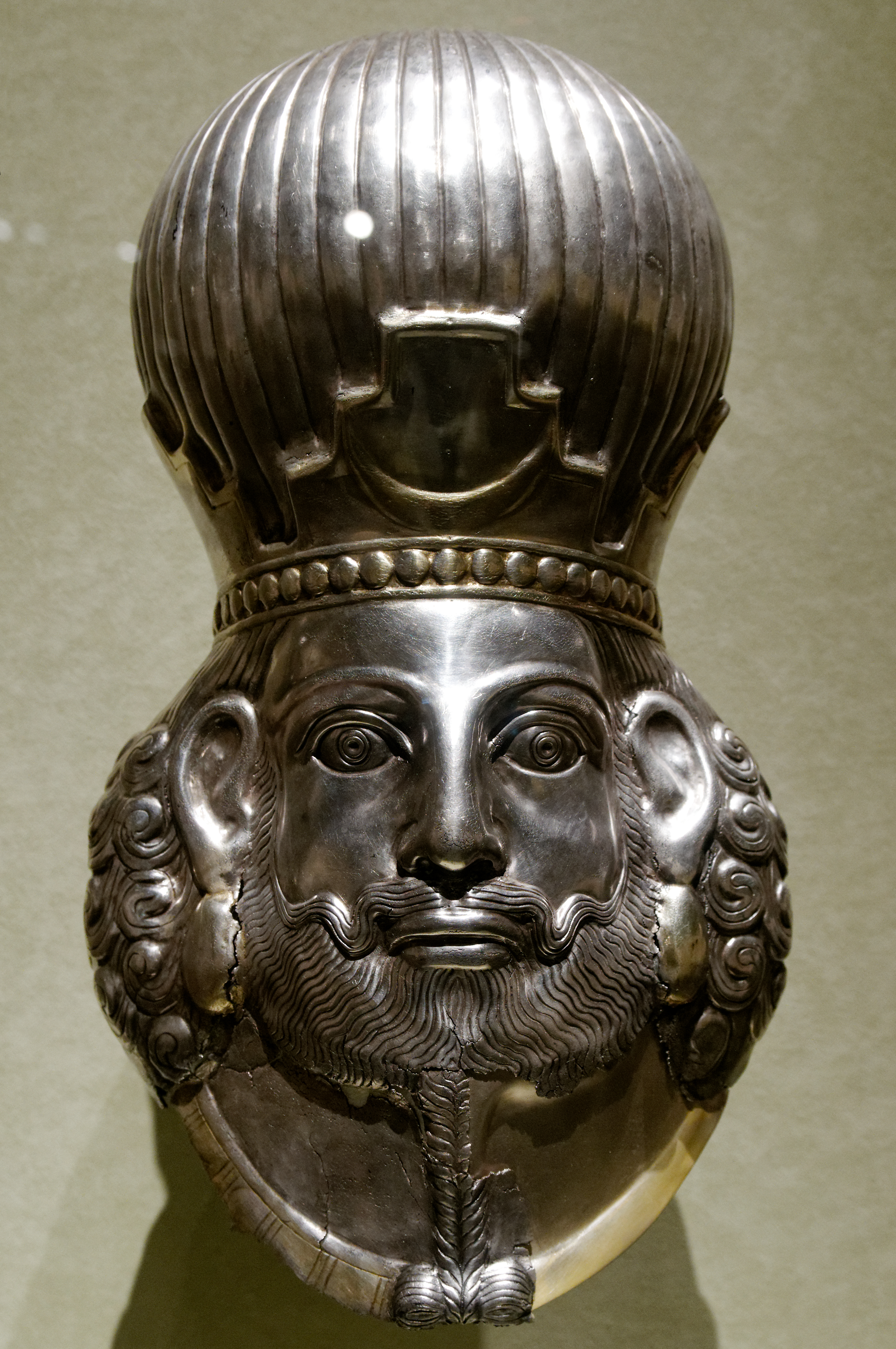
Cap de rei en plata, segle IV
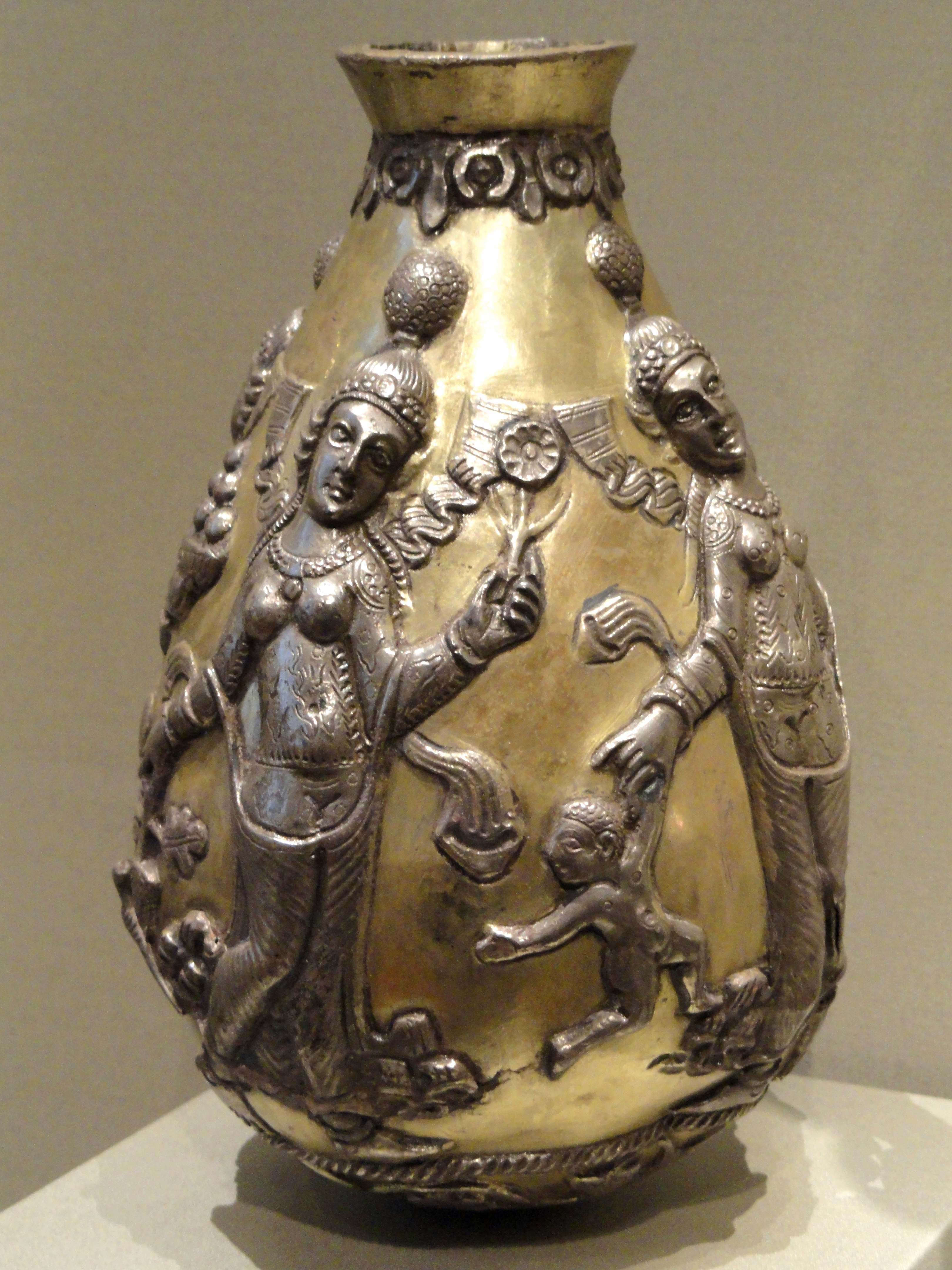
Jerra amb dones ballant, h. 300-500
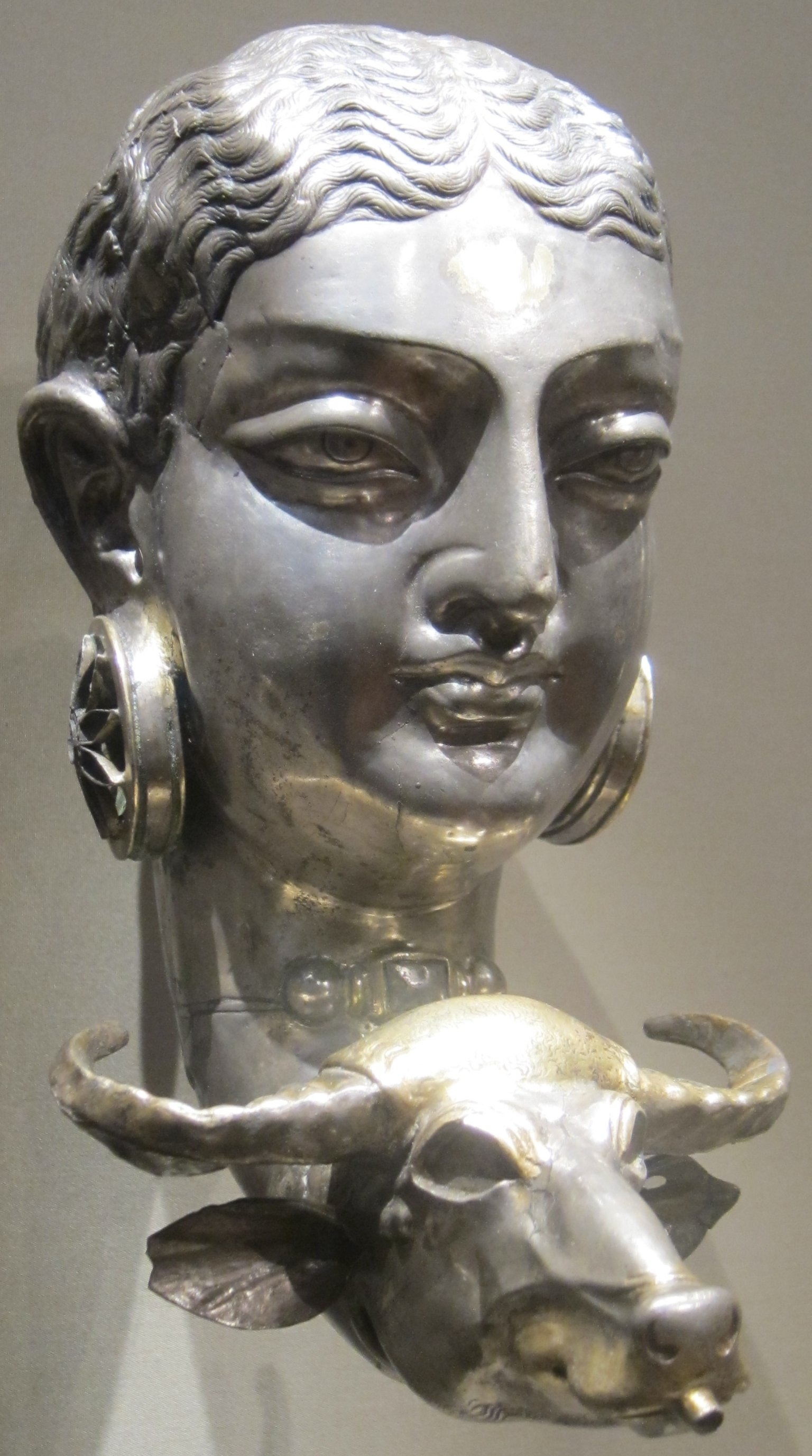
Cap femení i búfal, h. 600-700, plata
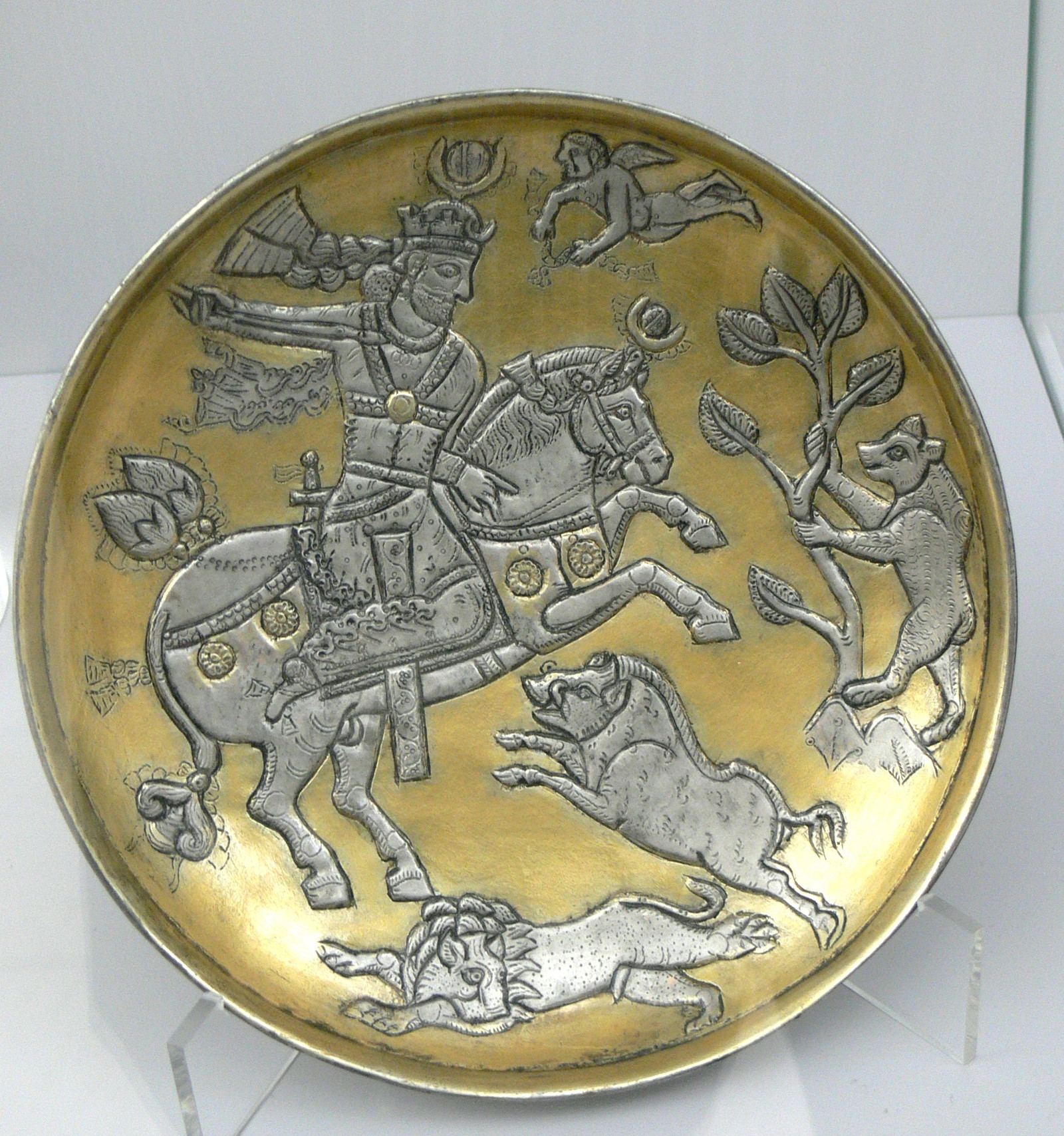
Disc de plata parcialment daurat amb el tema «favorit» del rei caçant, segle VII

### Teixits

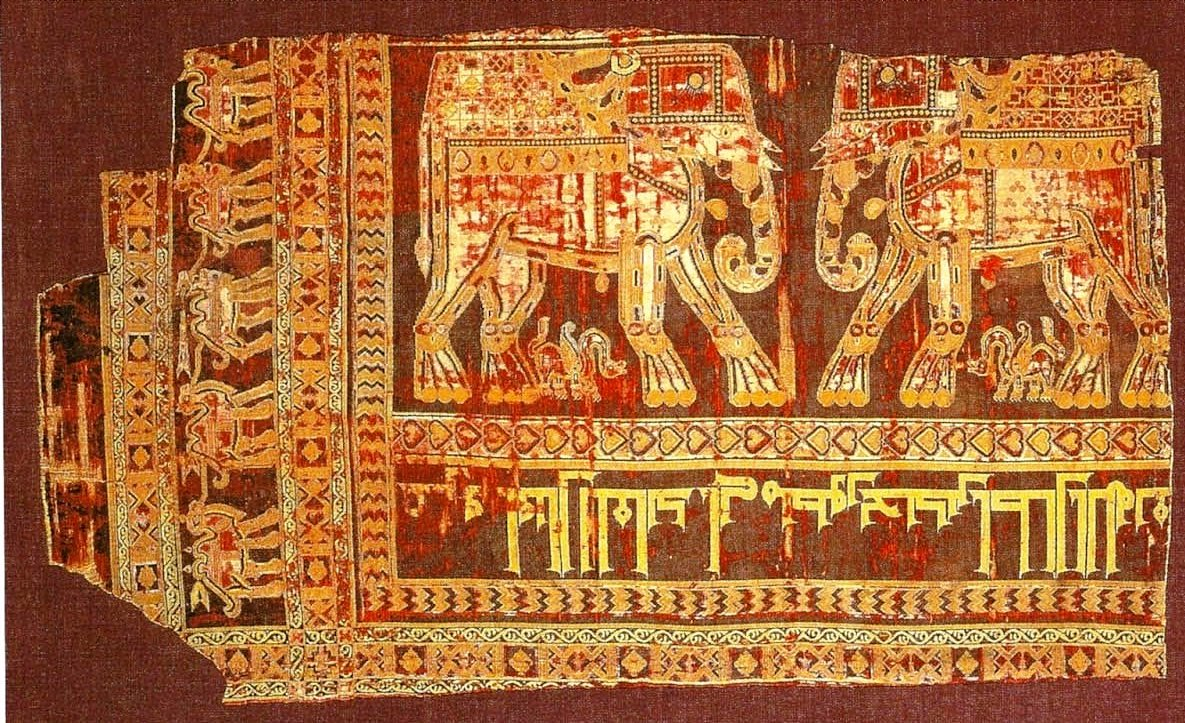
Exemple de tèxtil sassànida (ca. 960)

Les catifes podien assolir un alt nivell de sofisticació, com demostra la lloança de la perduda catifa reial de Baharestan per part dels conqueridors musulmans. Però els fragments que han sobreviscut, que poden haver-se originat en la Pèrsia sassànida, són produccions més humils, probablement realitzades per tribus nòmades. Les teles sassànides van ser famoses, i queden fragments, en la seva major part amb dissenys basats en animals en compartiments, en un estil que va perdurar molt temps.
Hi ha indicis que les teles decorades amb color, van tenir una importància especial amb els sassànides. No obstant això, la manca de valor d'aquest tipus d'obra d'art fa que es presentin moltes dificultats per a la recerca, car queden poques teles que es remuntin a l'època de l'Imperi Sassànida, i les troballes fora de l'imperi (com a Egipte) no sempre tenen un origen clar; no se sap si van ser importades pels sassànides o són les seves pròpies imitacions o creacions. Especialment quan les teles estan decorades amb models d'animals heràldics, se sol assumir que tenen origen sassànida. Són típics els paons, ovelles i d'altres animals, sols o en parelles, en una escarapel·la. El carner era el déu de la guerra en relació amb Verethragna i, per tant, tenia una popularitat particular en l'art sassànida com a motiu en teixits.

### Vidre

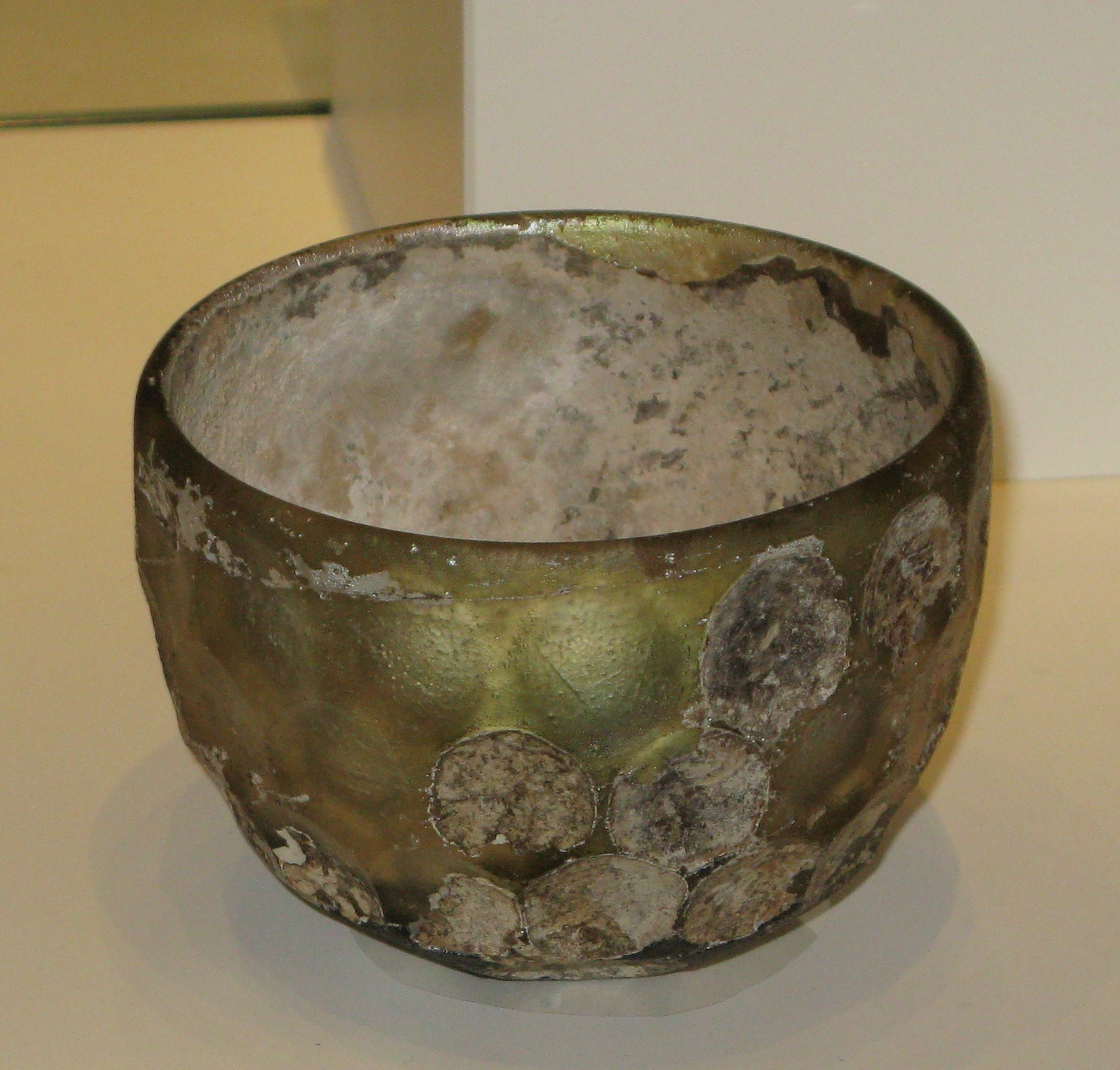
Bol de vidre sassànida

El vidre sassànida va continuar i desenvolupar la tecnologia romana. En formes més simples sembla haver estat disponible per a una gran part de la població, i va constituir una exportació de luxe popular, cap a l'Imperi Romà d'Orient i la Xina, fins i tot apareix en enterraments de l'elit del període al Japó. Tècnicament, és una producció de vidre de calç-sosa-silici caracteritzada per atuells de vidre bufat gruixudes i relativament sòbries en la seva decoració, evitant els colors simples en favor de la transparència, i recipients treballats d'una peça sense modificacions sobre-elaborades. Així la decoració normal consistia en motius visuals i sòlids del motlle (relleus), amb cares acanalades i tallades, encara que es van practicar d'altres tècniques, com ara motius aplicats. La ceràmica sassànida no sembla haver estat utilitzada per les elits, i és en la seva major part utilitària.